# Eleições autárquicas de 2017 em Lisboa
As eleições autárquicas de 2017 serviram para eleger os membros dos diferentes órgãos do poder local do Concelho de Lisboa.
O Partido Socialista, agora liderado por Fernando Medina, presidente de câmara desde 2015 após a saída de António Costa, manteve a liderança da autarquia, com uma vantagem confortável sobre os partidos de oposição. Apesar dos 42% dos votos alcançados, os socialistas perderam a maioria que detinham na vereação da câmara.
O CDS - Partido Popular, coligado com o Partido Popular Monárquico e o Partido da Terra, teve como candidata a sua líder Assunção Cristas e obteve um resultado histórico para a câmara, superando os 20% dos votos, elegendo 4 vereadores e, acima de tudo, ultrapassando o Partido Social-Democrata, como o maior partido de centro-direita na capital portuguesa.
O Partido Social Democrata, que teve Teresa Leal Coelho como sua candidata, obteve o seu pior resultado da história em Lisboa, ficando-se pelo terceiro lugar, com pouco mais de 11% dos votos e 2 vereadores, muito longe dos socialistas e dos democratas-cristãos.
Por fim, a Coligação Democrática Unitária praticamente repetiu o resultado de 2013 ao obter 9,6% dos e mantendo os 2 vereadores que detinha, enquanto, o Bloco de Esquerda obteve o seu melhor resultado autárquico na capital ao conseguir 7,1% dos votos, o que se traduziu na conquista de 1 vereador, algo que não acontecia desde 2007.

## Listas e Candidatos
| Lista | Lista                                           | Câmara Municipal   | Assembleia Municipal      |
| ----- | ----------------------------------------------- | ------------------ | ------------------------- |
|       | Partido Socialista                              | Fernando Medina    | Helena Roseta             |
|       | CDS-PPM-MPT                                     | Assunção Cristas   | Cristina Castel-Branco    |
|       | Partido Social Democrata                        | Teresa Leal Coelho | José Eduardo Martins      |
|       | Coligação Democrática Unitária                  | João Ferreira      | Ana Margarida de Carvalho |
|       | Bloco de Esquerda                               | Ricardo Robles     | Isabel Pires              |
|       | Pessoas–Animais–Natureza                        | Inês Sousa Real    | Miguel Costa Santos       |
|       | Nós, Cidadãos!                                  | Joana Amaral Dias  | Joana Amaral Dias         |
|       | Partido Comunista dos Trabalhadores Portugueses | Luís Júdice        | Nelson Sousa              |
|       | Partido Nacional Renovador                      | José Pinto Coelho  | Roque Almeida             |
|       | PDR-JPP                                         | Carlos Teixeira    | José Augusto Vaz          |
|       | Partido Unido dos Reformados e Pensionistas     | António Arruda     | Fernando Loureiro         |
|       | Partido Trabalhista Português                   | Amândio Madaleno   | Américo Sousa             |

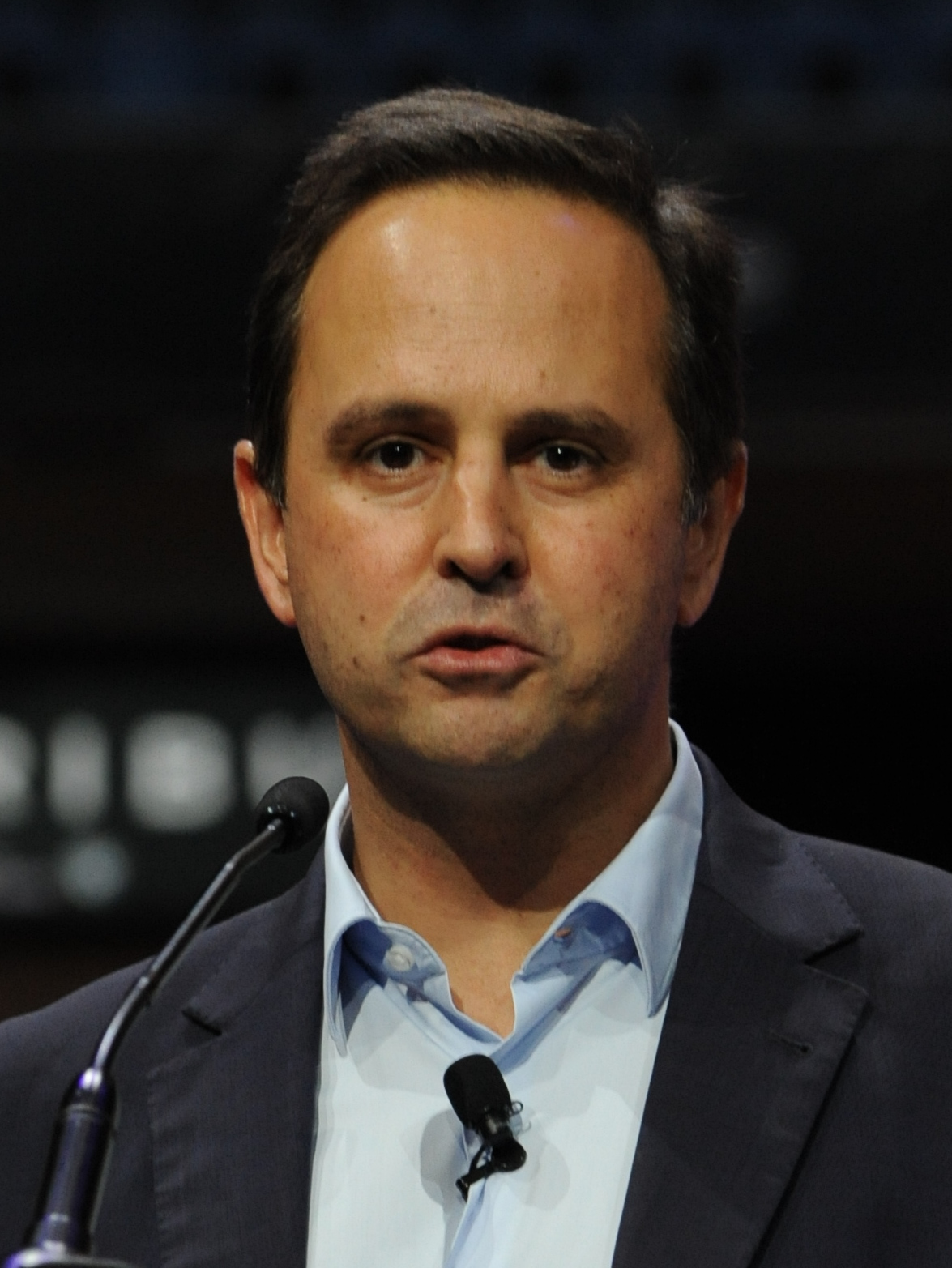
Fernando Medina do PS foi reeleito Presidente da Câmara Municipal
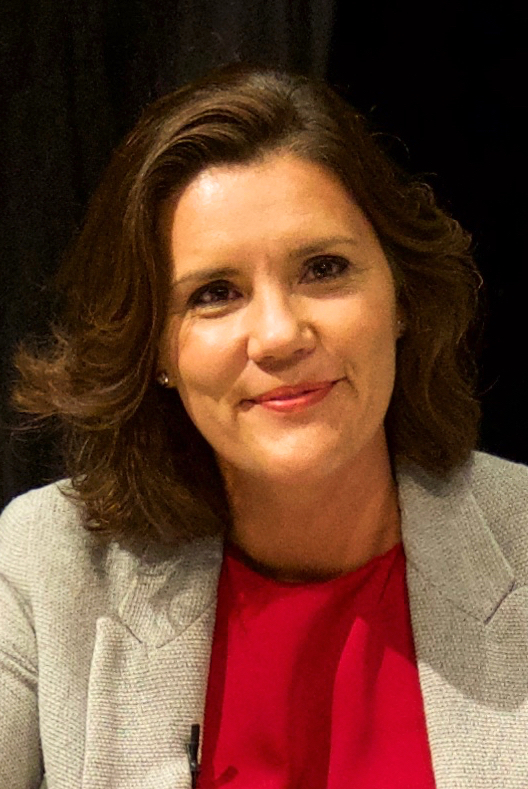
Assunção Cristas conseguiu o melhor resultado do CDS, ficando em segundo lugar com a coligação CDS-PPM-MPT
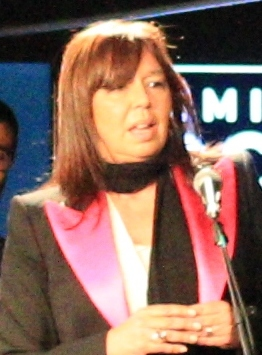
Teresa Leal Coelho teve o pior resultado do PSD de sempre em Lisboa, ficando em terceiro lugar.

## Debates
| Debates        | Debates          | Debates               | Debates                                          | Debates                                          | Debates                                          | Debates                                          | Debates                                          | Debates                                          | Debates                                          | Debates                                          | Debates                                          | Debates                                          | Debates                                          | Debates                                          | Debates                                          |   |   |   |       |
| Data           | Emissora         | Moderador(es)         | C Convidado P Presente A Ausente N Não Convidado | C Convidado P Presente A Ausente N Não Convidado | C Convidado P Presente A Ausente N Não Convidado | C Convidado P Presente A Ausente N Não Convidado | C Convidado P Presente A Ausente N Não Convidado | C Convidado P Presente A Ausente N Não Convidado | C Convidado P Presente A Ausente N Não Convidado | C Convidado P Presente A Ausente N Não Convidado | C Convidado P Presente A Ausente N Não Convidado | C Convidado P Presente A Ausente N Não Convidado | C Convidado P Presente A Ausente N Não Convidado | C Convidado P Presente A Ausente N Não Convidado | C Convidado P Presente A Ausente N Não Convidado |   |   |   |       |
| Data           | Emissora         | Moderador(es)         | PS                                               | NL                                               | PPD/PSD                                          | CDU                                              | B.E.                                             | PAN                                              | NC                                               | PDR-JPP                                          | PCTP/ MRPP                                       | PNR                                              | PTP                                              | PURP                                             | Refs                                             |   |   |   |       |
| -------------- | ---------------- | --------------------- | ------------------------------------------------ | ------------------------------------------------ | ------------------------------------------------ | ------------------------------------------------ | ------------------------------------------------ | ------------------------------------------------ | ------------------------------------------------ | ------------------------------------------------ | ------------------------------------------------ | ------------------------------------------------ | ------------------------------------------------ | ------------------------------------------------ | ------------------------------------------------ | - | - | - | ----- |
| Data           | Emissora         | Moderador(es)         | 30 de agosto                                     | SIC SIC Notícias                                 | Rodrigo Guedes de Carvalho                       | P Medina                                         | P Cristas                                        | P L. Coelho                                      | P Ferreira                                       | P Robles                                         | N                                                | N                                                | N                                                | N                                                | Refs                                             | N | N | N | [ 4 ] |
| 6 de setembro  | TVI TVI24        | Judite Sousa          | P Medina                                         | P Cristas                                        | P L. Coelho                                      | P Ferreira                                       | P Robles                                         | N                                                | N                                                | N                                                | N                                                | N                                                | N                                                | N                                                | [ 5 ]                                            |   |   |   |       |
| 8 de setembro  | CMTV             | José Carlos Castro    | P Medina                                         | P Cristas                                        | P L. Coelho                                      | P Ferreira                                       | P Robles                                         | N                                                | N                                                | N                                                | N                                                | N                                                | N                                                | N                                                | [ 5 ]                                            |   |   |   |       |
| 11 de setembro | Rádio Renascença | Sérgio Costa          | P Medina                                         | P Cristas                                        | P L. Coelho                                      | P Ferreira                                       | P Robles                                         | P Real                                           | N                                                | N                                                | N                                                | N                                                | N                                                | N                                                | [ 6 ]                                            |   |   |   |       |
| 14 de setembro | RTP1 RTP3        | António José Teixeira | P Medina                                         | P Cristas                                        | P L. Coelho                                      | P Ferreira                                       | P Robles                                         | P Real                                           | P Dias                                           | P Teixeira                                       | P Júdice                                         | P P. Coelho                                      | P Madaleno                                       | P Arruda                                         | [ 7 ]                                            |   |   |   |       |

## Sondagens
Na tabela abaixo estão listados os resultados das sondagens numa ordem cronológica inversa, isto é, mostrando primeiro os mais recentes. O valor de maior percentagem em cada sondagem é destacado a negrito e com o fundo da cor do partido em questão. Os resultados das sondagens estão com a data do levantamento, não com a data da sua publicação.
| Instituto de sondagem | Data de realização      | Nº de Entrevistas válidas | Participação | PS        | CDS–PP   | PSD      | CDU     | BE      | PAN   | Outros | Líder |  |  |  |  |
| --- | ----------------------- | ------------------------- | ------------ | --------- | -------- | -------- | ------- | ------- | ----- | ------ | ----- |  |  |  |  |
| Instituto de sondagem | Data de realização      | Nº de Entrevistas válidas | Participação |           |          |          |         |         |       |        |       |  |  |  |  |
| Eleições autárquicas | 2017-10-01              | —                         | 51,2%        | 42,0 8    | 20,6 4   | 11,2 2   | 9,5 2   | 7,1 1   | 3,0 0 | 2,3 0  | 21,4  |  |  |  |  |
| |                         |                           |              |           |          |          |         |         |       |        |       |  |  |  |  |
| Eurosondagem Projeção de assentos                                                                                           | 2017-09-22 — 2017-09-26 | 1148                      | 88,0%        | 43,3 9    | 17,5 3   | 12,5 2   | 10,1 2  | 5,7 1   | -     | 10,9 0 | 25,8  |  |  |  |  |
| Universidade Católica Projeção de assentos                                                                                  | 2017-09-23 — 2017-09-26 | 1185                      | 77,0%        | 47,0 8-10 | 15,0 2-3 | 12,0 2   | 8,0 1-2 | 8,0 1-2 | 3,0 0 | 7,0 0  | 32,0  |  |  |  |  |
| Aximage Projeção de assentos                                                                                                | 2017-09-17 — 2017-09-20 | 600                       | 82,4%        | 47,0 9-10 | 12,6 2-3 | 10,9 2-3 | 8,5 2   | 5,5 1   | -     | 15,5 0 | 34,4  |  |  |  |  |
| CESOP-Universidade Católica Projeção de assentos                                                                            | 2017-09-16              | 764                       | 61,0%        | 41,0 7-9  | 17,0 3-4 | 16,0 3-4 | 8,0 1-2 | 8,0 1-2 | 3,0 0 | 7,0 0  | 24,0  |  |  |  |  |
| |                         |                           |              |           |          |          |         |         |       |        |       |  |  |  |  |
| Eleições autárquicas | 2013-09-29              | —                         | 45.1%        | 50,9 11   | [a]      | 22,4 4   | 9,8 2   | 4,6 0   | 2,3 0 | 14,1   | 28,5  |  |  |  |  |
| |                         |                           |              |           |          |          |         |         |       |        |       |  |  |  |  |
| ↑[a] PSD, CDS-PP e MPT disputaram a eleição em coligação eleitoral. A sondagem para a coligação é exibida na coluna do PSD. |                         |                           |              |           |          |          |         |         |       |        |       |  |  |  |  |

## Resultados Oficiais
Os resultados para os diferentes órgãos locais no concelho de Lisboa foram os seguintes:

## Mapas

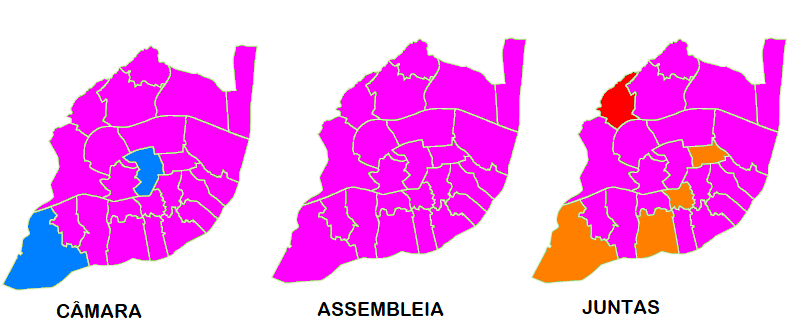
Partido mais votado por Freguesia

### Câmara Municipal
| Partido                 | Partido                                         | Votos   | %               | +/-  | Vereadores | +/-     |
| ----------------------- | ----------------------------------------------- | ------- | --------------- | ---- | ---------- | ------- |
|                         | Partido Socialista                              | 106 037 | 42,00 / 100,00  | 8,91 | 8 / 17     | 3       |
|                         | CDS-MPT-PPM                                     | 51 984  | 20,59 / 100,00  | -    | 4 / 17     | -       |
|                         | Partido Social Democrata                        | 28 336  | 11,22 / 100,00  | -    | 2 / 17     | -       |
|                         | Coligação Democrática Unitária                  | 24 110  | 9,55 / 100,00   | 0,30 | 2 / 17     | Estável |
|                         | Bloco de Esquerda                               | 18 025  | 7,14 / 100,00   | 2,53 | 1 / 17     | 1       |
|                         | Pessoas–Animais–Natureza                        | 7 658   | 3,03 / 100,00   | 0,74 | 0 / 17     | Estável |
|                         | Nós, Cidadãos!                                  | 1 497   | 0,59 / 100,00   | Novo | 0 / 17     | Novo    |
|                         | Partido Comunista dos Trabalhadores Portugueses | 1 309   | 0,52 / 100,00   | 0,52 | 0 / 17     | Estável |
|                         | Partido Nacional Renovador                      | 1 179   | 0,47 / 100,00   | 0,05 | 0 / 17     | Estável |
|                         | PDR-JPP                                         | 809     | 0,32 / 100,00   | Novo | 0 / 17     | Novo    |
|                         | Partido Unido dos Reformados e Pensionistas     | 687     | 0,27 / 100,00   | Novo | 0 / 17     | Novo    |
|                         | Partido Trabalhista Português                   | 352     | 0,14 / 100,00   | 0,15 | 0 / 17     | Estável |
| Votos Inválidos         | Votos Inválidos                                 | 10 498  | 4,15 / 100,00   | 2,75 |            |         |
| Total                   | Total                                           | 252 481 | 100,00 / 100,00 |      | 17 / 17    |         |
| Eleitorado/Participação | Eleitorado/Participação                         | 493 534 | 51,16 / 100,00  | 6,10 |            |         |

### Assembleia Municipal
| Partido                 | Partido                                         | Votos   | %               | +/-  | Deputados | +/-     |
| ----------------------- | ----------------------------------------------- | ------- | --------------- | ---- | --------- | ------- |
|                         | Partido Socialista                              | 95 064  | 37,66 / 100,00  | 4,68 | 22 / 51   | 3       |
|                         | CDS-MPT-PPM                                     | 42 773  | 16,94 / 100,00  | -    | 9 / 51    | -       |
|                         | Partido Social Democrata                        | 38 263  | 15,16 / 100,00  | -    | 8 / 51    | -       |
|                         | Coligação Democrática Unitária                  | 26 229  | 10,39 / 100,00  | 1,49 | 6 / 51    | 1       |
|                         | Bloco de Esquerda                               | 21 288  | 8,43 / 100,00   | 1,52 | 4 / 51    | Estável |
|                         | Pessoas–Animais–Natureza                        | 10 811  | 4,28 / 100,00   | 1,30 | 2 / 51    | 1       |
|                         | Partido Comunista dos Trabalhadores Portugueses | 1 875   | 0,74 / 100,00   | 0,50 | 0 / 51    | Estável |
|                         | Partido Nacional Renovador                      | 1 442   | 0,57 / 100,00   | 0,01 | 0 / 51    | Estável |
|                         | Nós, Cidadãos!                                  | 1 383   | 0,55 / 100,00   | Novo | 0 / 51    | Novo    |
|                         | PDR-JPP                                         | 854     | 0,34 / 100,00   | Novo | 0 / 51    | Novo    |
|                         | Partido Unido dos Reformados e Pensionistas     | 834     | 0,33 / 100,00   | Novo | 0 / 51    | Novo    |
|                         | Partido Trabalhista Português                   | 429     | 0,17 / 100,00   | 0,17 | 0 / 51    | Estável |
| Votos Inválidos         | Votos Inválidos                                 | 11 204  | 4,44 / 100,00   | 2,86 |           |         |
| Total                   | Total                                           | 252 449 | 100,00 / 100,00 |      | 51 / 51   |         |
| Eleitorado/Participação | Eleitorado/Participação                         | 493 534 | 51,15 / 100,00  | 5,96 |           |         |

### Juntas de Freguesia
| Partido                 | Partido                                     | Votos   | %               | +/-  | Presidentes | +/-     | Mandatos  | +/-     |
| ----------------------- | ------------------------------------------- | ------- | --------------- | ---- | ----------- | ------- | --------- | ------- |
|                         | Partido Socialista                          | 101 785 | 40,33 / 100,00  | 0,28 | 19 / 24     | 2       | 175 / 372 | 3       |
|                         | Partido Social Democrata                    | 45 094  | 17,87 / 100,00  | -    | 4 / 24      | -       | 70 / 372  | -       |
|                         | CDS-MPT-PPM                                 | 35 249  | 13,97 / 100,00  | -    | 0 / 24      | -       | 53 / 372  | -       |
|                         | Coligação Democrática Unitária              | 29 081  | 11,52 / 100,00  | 2,79 | 1 / 24      | Estável | 46 / 372  | 9       |
|                         | Bloco de Esquerda                           | 18 207  | 7,21 / 100,00   | 1,62 | 0 / 24      | Estável | 22 / 372  | 7       |
|                         | Pessoas–Animais–Natureza                    | 6 115   | 2,42 / 100,00   | 1,54 | 0 / 24      | Estável | 2 / 372   | 1       |
|                         | Grupo de Cidadãos                           | 2 476   | 0,98 / 100,00   | 2,03 | 0 / 24      | 1       | 4 / 372   | 7       |
|                         | PDR-JPP                                     | 988     | 0,39 / 100,00   | Novo | 0 / 24      | Novo    | 0 / 372   | Novo    |
|                         | Nós, Cidadãos!                              | 618     | 0,24 / 100,00   | Novo | 0 / 24      | Novo    | 0 / 372   | Novo    |
|                         | PCTP/MRPP                                   | 428     | 0,17 / 100,00   | 0,54 | 0 / 24      | Estável | 0 / 372   | Estável |
|                         | Partido Nacional Renovador                  | 243     | 0,10 / 100,00   | 0,02 | 0 / 24      | Estável | 0 / 372   | Estável |
|                         | Partido Trabalhista Português               | 214     | 0,08 / 100,00   | 0,19 | 0 / 24      | Estável | 0 / 372   | Estável |
|                         | Partido Unido dos Reformados e Pensionistas | 206     | 0,08 / 100,00   | Novo | 0 / 24      | Estável | 0 / 372   | Novo    |
| Votos Inválidos         | Votos Inválidos                             | 11 673  | 4,62 / 100,00   | 2,66 |             |         |           |         |
| Total                   | Total                                       | 252 449 | 100,00 / 100,00 |      | 24 / 24     |         | 372 / 372 |         |
| Eleitorado/Participação | Eleitorado/Participação                     | 493 534 | 51,14 / 100,00  | 6,09 |             |         |           |         |

## Resultados por Freguesia

### Câmara Municipal
| Freguesia               | %     | %             | %     | %     | %     | %    | %    | %    | %    | %        | %    | %    | Votantes |
| Freguesia               | PS    | CDS- PPM- MPT | PSD   | CDU   | BE    | PAN  | NC   | PCTP | PNR  | PDR -JPP | PURP | PTP  | Votantes |
| ----------------------- | ----- | ------------- | ----- | ----- | ----- | ---- | ---- | ---- | ---- | -------- | ---- | ---- | -------- |
| Ajuda                   | 52,62 | 10,76         | 7,85  | 13,55 | 6,46  | 2,83 | 0,41 | 0,57 | 0,43 | 0,31     | 0,29 | 0,06 | 6 792    |
| Alcântara               | 50,66 | 15,89         | 9,28  | 9,92  | 5,94  | 2,72 | 0,19 | 0,29 | 0,37 | 0,12     | 0,40 | 0,09 | 6 463    |
| Alvalade                | 37,11 | 26,97         | 12,58 | 8,06  | 6,50  | 3,10 | 0,46 | 0,38 | 0,36 | 0,18     | 0,20 | 0,09 | 16 231   |
| Areeiro                 | 34,97 | 27,82         | 13,51 | 7,35  | 6,71  | 3,22 | 0,45 | 0,33 | 0,62 | 0,47     | 0,23 | 0,03 | 10 507   |
| Arroios                 | 39,16 | 18,02         | 10,52 | 10,46 | 10,78 | 3,63 | 1,46 | 0,40 | 0,59 | 0,23     | 0,33 | 0,13 | 13 485   |
| Avenidas Novas          | 33,13 | 33,65         | 12,87 | 6,69  | 5,79  | 2,40 | 0,40 | 0,28 | 0,52 | 0,12     | 0,11 | 0,03 | 11 815   |
| Beato                   | 51,06 | 11,49         | 9,37  | 10,85 | 7,17  | 3,48 | 0,60 | 0,92 | 0,44 | 0,31     | 0,15 | 0,07 | 5 456    |
| Belém                   | 32,55 | 33,44         | 14,00 | 6,86  | 5,68  | 2,25 | 0,36 | 0,22 | 0,42 | 0,12     | 0,21 | 0,05 | 8 136    |
| Benfica                 | 46,11 | 17,62         | 11,10 | 9,14  | 7,25  | 2,96 | 0,41 | 0,45 | 0,43 | 0,32     | 0,20 | 0,08 | 17 751   |
| Campo de Ourique        | 38,11 | 23,36         | 12,23 | 8,76  | 7,85  | 3,29 | 0,59 | 0,62 | 0,34 | 0,13     | 0,36 | 0,07 | 10 976   |
| Campolide               | 47,29 | 18,04         | 10,36 | 9,14  | 6,58  | 2,69 | 0,43 | 0,57 | 0,45 | 0,18     | 0,37 | 0,06 | 6 686    |
| Carnide                 | 38,65 | 19,02         | 9,40  | 16,37 | 6,36  | 2,80 | 0,30 | 0,74 | 0,50 | 0,58     | 0,21 | 0,14 | 9 204    |
| Estrela                 | 32,98 | 31,52         | 13,82 | 7,70  | 5,91  | 2,56 | 0,36 | 0,56 | 0,38 | 0,08     | 0,18 | 0,08 | 9 257    |
| Lumiar                  | 39,29 | 26,70         | 11,21 | 7,47  | 6,19  | 2,81 | 0,50 | 0,31 | 0,51 | 0,27     | 0,39 | 0,07 | 21 266   |
| Marvila                 | 54,04 | 8,67          | 8,08  | 11,19 | 6,81  | 2,63 | 0,53 | 1,28 | 0,59 | 0,64     | 0,44 | 0,85 | 14 868   |
| Misericórdia            | 42,14 | 17,88         | 9,60  | 11,56 | 9,37  | 3,63 | 0,41 | 0,33 | 0,31 | 0,31     | 0,17 | 0,16 | 5 145    |
| Olivais                 | 50,21 | 12,93         | 10,33 | 10,24 | 6,25  | 3,46 | 0,54 | 0,49 | 0,50 | 0,61     | 0,23 | 0,15 | 15 779   |
| Parque das Nações       | 42,84 | 24,52         | 10,27 | 7,59  | 5,59  | 2,82 | 0,64 | 0,29 | 0,38 | 0,30     | 0,20 | 0,12 | 9 278    |
| Penha de França         | 43,73 | 12,20         | 10,73 | 11,83 | 10,35 | 4,43 | 0,95 | 0,45 | 0,43 | 0,31     | 0,30 | 0,14 | 11 841   |
| Santa Clara             | 46,70 | 12,88         | 10,56 | 10,10 | 7,08  | 3,34 | 1,26 | 0,68 | 0,65 | 0,78     | 0,44 | 0,29 | 8 042    |
| Santa Maria Maior       | 46,99 | 10,35         | 10,61 | 13,07 | 8,37  | 2,07 | 1,98 | 1,81 | 0,50 | 0,20     | 0,22 | 0,13 | 4 590    |
| Santo António           | 33,63 | 26,03         | 13,62 | 8,82  | 8,77  | 3,32 | 0,63 | 0,31 | 0,43 | 0,12     | 0,10 | 0,07 | 5 750    |
| São Domingos de Benfica | 38,81 | 25,52         | 13,40 | 7,50  | 6,45  | 2,78 | 0,36 | 0,26 | 0,46 | 0,31     | 0,28 | 0,05 | 16 951   |
| São Vicente             | 42,90 | 10,06         | 10,93 | 15,20 | 10,29 | 3,32 | 0,79 | 1,03 | 0,40 | 0,39     | 0,35 | 0,16 | 6 212    |
| Lisboa                  | 42,00 | 20,59         | 11,22 | 9,55  | 7,14  | 3,03 | 0,59 | 0,52 | 0,47 | 0,32     | 0,27 | 0,14 | 252 481  |

#### Ajuda
| Partido                 | Partido                                         | Votos  | %               | +/-  |
| ----------------------- | ----------------------------------------------- | ------ | --------------- | ---- |
|                         | Partido Socialista                              | 3 574  | 52,62 / 100,00  | 3,88 |
|                         | Coligação Democrática Unitária                  | 920    | 13,55 / 100,00  | 2,95 |
|                         | CDS-MPT-PPM                                     | 731    | 10,76 / 100,00  | -    |
|                         | Partido Social Democrata                        | 533    | 7,85 / 100,00   | -    |
|                         | Bloco de Esquerda                               | 439    | 6,46 / 100,00   | 2,05 |
|                         | Pessoas–Animais–Natureza                        | 192    | 2,83 / 100,00   | 0,99 |
|                         | Partido Comunista dos Trabalhadores Portugueses | 39     | 0,57 / 100,00   | 0,65 |
|                         | Partido Nacional Renovador                      | 29     | 0,43 / 100,00   | 0,13 |
|                         | Nós, Cidadãos!                                  | 28     | 0,41 / 100,00   | Novo |
|                         | PDR-JPP                                         | 21     | 0,31 / 100,00   | Novo |
|                         | Partido Unido dos Reformados e Pensionistas     | 20     | 0,29 / 100,00   | Novo |
|                         | Partido Trabalhista Português                   | 4      | 0,06 / 100,00   | 0,20 |
| Votos Inválidos         | Votos Inválidos                                 | 262    | 3,85 / 100,00   | 2,27 |
| Total                   | Total                                           | 6 792  | 100,00 / 100,00 |      |
| Eleitorado/Participação | Eleitorado/Participação                         | 13 630 | 49,83 / 100,00  | 4,34 |

#### Alcântara
| Partido                 | Partido                                         | Votos  | %               | +/-  |
| ----------------------- | ----------------------------------------------- | ------ | --------------- | ---- |
|                         | Partido Socialista                              | 3 274  | 50,66 / 100,00  | 1,29 |
|                         | CDS-MPT-PPM                                     | 1 027  | 15,89 / 100,00  | -    |
|                         | Coligação Democrática Unitária                  | 641    | 9,92 / 100,00   | 3,01 |
|                         | Partido Social Democrata                        | 600    | 9,28 / 100,00   | -    |
|                         | Bloco de Esquerda                               | 384    | 5,94 / 100,00   | 1,26 |
|                         | Pessoas–Animais–Natureza                        | 176    | 2,72 / 100,00   | 0,38 |
|                         | Partido Unido dos Reformados e Pensionistas     | 26     | 0,40 / 100,00   | Novo |
|                         | Partido Nacional Renovador                      | 24     | 0,37 / 100,00   | 0,08 |
|                         | Partido Comunista dos Trabalhadores Portugueses | 19     | 0,29 / 100,00   | 1,15 |
|                         | Nós, Cidadãos!                                  | 12     | 0,19 / 100,00   | Novo |
|                         | PDR-JPP                                         | 8      | 0,12 / 100,00   | Novo |
|                         | Partido Trabalhista Português                   | 6      | 0,09 / 100,00   | 0,19 |
| Votos Inválidos         | Votos Inválidos                                 | 266    | 4,11 / 100,00   | 2,61 |
| Total                   | Total                                           | 6 463  | 100,00 / 100,00 |      |
| Eleitorado/Participação | Eleitorado/Participação                         | 12 057 | 53,60 / 100,00  | 7,01 |

#### Alvalade
| Partido                 | Partido                                         | Votos  | %               | +/-  |
| ----------------------- | ----------------------------------------------- | ------ | --------------- | ---- |
|                         | Partido Socialista                              | 6 023  | 37,11 / 100,00  | 9,24 |
|                         | CDS-MPT-PPM                                     | 4 377  | 26,97 / 100,00  | -    |
|                         | Partido Social Democrata                        | 2 042  | 12,58 / 100,00  | -    |
|                         | Coligação Democrática Unitária                  | 1 309  | 8,06 / 100,00   | 0,62 |
|                         | Bloco de Esquerda                               | 1 055  | 6,50 / 100,00   | 2,00 |
|                         | Pessoas–Animais–Natureza                        | 503    | 3,10 / 100,00   | 0,80 |
|                         | Nós, Cidadãos!                                  | 74     | 0,46 / 100,00   | Novo |
|                         | Partido Comunista dos Trabalhadores Portugueses | 61     | 0,38 / 100,00   | 0,32 |
|                         | Partido Nacional Renovador                      | 59     | 0,36 / 100,00   | 0,15 |
|                         | Partido Unido dos Reformados e Pensionistas     | 32     | 0,20 / 100,00   | Novo |
|                         | PDR-JPP                                         | 30     | 0,18 / 100,00   | Novo |
|                         | Partido Trabalhista Português                   | 14     | 0,09 / 100,00   | 0,06 |
| Votos Inválidos         | Votos Inválidos                                 | 652    | 4,01 / 100,00   | 3,23 |
| Total                   | Total                                           | 16 231 | 100,00 / 100,00 |      |
| Eleitorado/Participação | Eleitorado/Participação                         | 29 941 | 54,21 / 100,00  | 7,45 |

#### Areeiro
| Partido                 | Partido                                         | Votos  | %               | +/-   |
| ----------------------- | ----------------------------------------------- | ------ | --------------- | ----- |
|                         | Partido Socialista                              | 3 674  | 34,97 / 100,00  | 11,83 |
|                         | CDS-MPT-PPM                                     | 2 923  | 27,82 / 100,00  | -     |
|                         | Partido Social Democrata                        | 1 420  | 13,51 / 100,00  | -     |
|                         | Coligação Democrática Unitária                  | 772    | 7,35 / 100,00   | 0,97  |
|                         | Bloco de Esquerda                               | 705    | 6,71 / 100,00   | 2,26  |
|                         | Pessoas–Animais–Natureza                        | 338    | 3,22 / 100,00   | 1,00  |
|                         | Partido Nacional Renovador                      | 65     | 0,62 / 100,00   | 0,26  |
|                         | PDR-JPP                                         | 49     | 0,47 / 100,00   | Novo  |
|                         | Nós, Cidadãos!                                  | 47     | 0,45 / 100,00   | Novo  |
|                         | Partido Comunista dos Trabalhadores Portugueses | 35     | 0,33 / 100,00   | 0,09  |
|                         | Partido Unido dos Reformados e Pensionistas     | 24     | 0,23 / 100,00   | Novo  |
|                         | Partido Trabalhista Português                   | 3      | 0,03 / 100,00   | 0,14  |
| Votos Inválidos         | Votos Inválidos                                 | 452    | 4,31 / 100,00   | 3,39  |
| Total                   | Total                                           | 10 507 | 100,00 / 100,00 |       |
| Eleitorado/Participação | Eleitorado/Participação                         | 19 756 | 53,18 / 100,00  | 8,25  |

#### Arroios
| Partido                 | Partido                                         | Votos  | %               | +/-  |
| ----------------------- | ----------------------------------------------- | ------ | --------------- | ---- |
|                         | Partido Socialista                              | 5 281  | 39,16 / 100,00  | 7,19 |
|                         | CDS-MPT-PPM                                     | 2 430  | 18,02 / 100,00  | -    |
|                         | Bloco de Esquerda                               | 1 454  | 10,72 / 100,00  | 4,27 |
|                         | Partido Social Democrata                        | 1 418  | 10,52 / 100,00  | -    |
|                         | Coligação Democrática Unitária                  | 1 410  | 10,46 / 100,00  | 0,92 |
|                         | Pessoas–Animais–Natureza                        | 490    | 3,63 / 100,00   | 0,24 |
|                         | Nós, Cidadãos!                                  | 197    | 1,46 / 100,00   | Novo |
|                         | Partido Nacional Renovador                      | 79     | 0,59 / 100,00   | 0,13 |
|                         | Partido Comunista dos Trabalhadores Portugueses | 54     | 0,40 / 100,00   | 0,68 |
|                         | Partido Unido dos Reformados e Pensionistas     | 44     | 0,33 / 100,00   | Novo |
|                         | PDR-JPP                                         | 31     | 0,23 / 100,00   | Novo |
|                         | Partido Trabalhista Português                   | 17     | 0,13 / 100,00   | 0,03 |
| Votos Inválidos         | Votos Inválidos                                 | 580    | 4,30 / 100,00   | 2,54 |
| Total                   | Total                                           | 13 485 | 100,00 / 100,00 |      |
| Eleitorado/Participação | Eleitorado/Participação                         | 29 346 | 45,95 / 100,00  | 5,15 |

#### Avenidas Novas
| Partido                 | Partido                                         | Votos  | %               | +/-   |
| ----------------------- | ----------------------------------------------- | ------ | --------------- | ----- |
|                         | CDS-MPT-PPM                                     | 3 976  | 33,65 / 100,00  | -     |
|                         | Partido Socialista                              | 3 914  | 33,13 / 100,00  | 13,16 |
|                         | Partido Social Democrata                        | 1 521  | 12,87 / 100,00  | -     |
|                         | Coligação Democrática Unitária                  | 790    | 6,69 / 100,00   | 0,93  |
|                         | Bloco de Esquerda                               | 684    | 5,79 / 100,00   | 2,02  |
|                         | Pessoas–Animais–Natureza                        | 284    | 2,40 / 100,00   | 0,29  |
|                         | Partido Nacional Renovador                      | 62     | 0,52 / 100,00   | 0,04  |
|                         | Nós, Cidadãos!                                  | 47     | 0,40 / 100,00   | Novo  |
|                         | Partido Comunista dos Trabalhadores Portugueses | 33     | 0,28 / 100,00   | 0,18  |
|                         | PDR-JPP                                         | 14     | 0,12 / 100,00   | Novo  |
|                         | Partido Unido dos Reformados e Pensionistas     | 13     | 0,11 / 100,00   | Novo  |
|                         | Partido Trabalhista Português                   | 3      | 0,03 / 100,00   | 0,15  |
| Votos Inválidos         | Votos Inválidos                                 | 474    | 4,01 / 100,00   | 3,77  |
| Total                   | Total                                           | 11 815 | 100,00 / 100,00 |       |
| Eleitorado/Participação | Eleitorado/Participação                         | 21 761 | 54,29 / 100,00  | 7,64  |

#### Beato
| Partido                 | Partido                                         | Votos  | %               | +/-   |
| ----------------------- | ----------------------------------------------- | ------ | --------------- | ----- |
|                         | Partido Socialista                              | 2 786  | 51,06 / 100,00  | 11,14 |
|                         | CDS-MPT-PPM                                     | 627    | 11,49 / 100,00  | -     |
|                         | Coligação Democrática Unitária                  | 592    | 10,85 / 100,00  | 0,61  |
|                         | Partido Social Democrata                        | 511    | 9,37 / 100,00   | -     |
|                         | Bloco de Esquerda                               | 391    | 7,17 / 100,00   | 3,16  |
|                         | Pessoas–Animais–Natureza                        | 190    | 3,48 / 100,00   | 1,84  |
|                         | Partido Comunista dos Trabalhadores Portugueses | 50     | 0,92 / 100,00   | 0,31  |
|                         | Nós, Cidadãos!                                  | 33     | 0,60 / 100,00   | Novo  |
|                         | Partido Nacional Renovador                      | 24     | 0,44 / 100,00   | 0,10  |
|                         | PDR-JPP                                         | 17     | 0,31 / 100,00   | Novo  |
|                         | Partido Unido dos Reformados e Pensionistas     | 8      | 0,15 / 100,00   | Novo  |
|                         | Partido Trabalhista Português                   | 4      | 0,07 / 100,00   | 0,15  |
| Votos Inválidos         | Votos Inválidos                                 | 223    | 4,09 / 100,00   | 1,18  |
| Total                   | Total                                           | 5 456  | 100,00 / 100,00 |       |
| Eleitorado/Participação | Eleitorado/Participação                         | 11 027 | 49,48 / 100,00  | 1,55  |

#### Belém
| Partido                 | Partido                                         | Votos  | %               | +/-   |
| ----------------------- | ----------------------------------------------- | ------ | --------------- | ----- |
|                         | CDS-MPT-PPM                                     | 2 721  | 33,44 / 100,00  | -     |
|                         | Partido Socialista                              | 2 648  | 32,55 / 100,00  | 12,02 |
|                         | Partido Social Democrata                        | 1 139  | 14,00 / 100,00  | -     |
|                         | Coligação Democrática Unitária                  | 558    | 6,86 / 100,00   | 0,19  |
|                         | Bloco de Esquerda                               | 462    | 5,68 / 100,00   | 2,09  |
|                         | Pessoas–Animais–Natureza                        | 183    | 2,25 / 100,00   | 0,07  |
|                         | Partido Nacional Renovador                      | 34     | 0,42 / 100,00   | 0,24  |
|                         | Nós, Cidadãos!                                  | 29     | 0,36 / 100,00   | Novo  |
|                         | Partido Comunista dos Trabalhadores Portugueses | 18     | 0,22 / 100,00   | 0,17  |
|                         | Partido Unido dos Reformados e Pensionistas     | 17     | 0,21 / 100,00   | Novo  |
|                         | PDR-JPP                                         | 10     | 0,12 / 100,00   | Novo  |
|                         | Partido Trabalhista Português                   | 4      | 0,05 / 100,00   | 0,03  |
| Votos Inválidos         | Votos Inválidos                                 | 313    | 3,84 / 100,00   | 4,88  |
| Total                   | Total                                           | 8 136  | 100,00 / 100,00 |       |
| Eleitorado/Participação | Eleitorado/Participação                         | 14 382 | 56,57 / 100,00  | 6,90  |

#### Benfica
| Partido                 | Partido                                         | Votos  | %               | +/-  |
| ----------------------- | ----------------------------------------------- | ------ | --------------- | ---- |
|                         | Partido Socialista                              | 8 185  | 46,11 / 100,00  | 6,71 |
|                         | CDS-MPT-PPM                                     | 3 128  | 17,62 / 100,00  | -    |
|                         | Partido Social Democrata                        | 1 970  | 11,10 / 100,00  | -    |
|                         | Coligação Democrática Unitária                  | 1 623  | 9,14 / 100,00   | 0,75 |
|                         | Bloco de Esquerda                               | 1 287  | 7,25 / 100,00   | 2,43 |
|                         | Pessoas–Animais–Natureza                        | 526    | 2,96 / 100,00   | 0,71 |
|                         | Partido Comunista dos Trabalhadores Portugueses | 80     | 0,45 / 100,00   | 0,68 |
|                         | Partido Nacional Renovador                      | 76     | 0,43 / 100,00   | 0,09 |
|                         | Nós, Cidadãos!                                  | 73     | 0,41 / 100,00   | Novo |
|                         | PDR-JPP                                         | 57     | 0,32 / 100,00   | Novo |
|                         | Partido Unido dos Reformados e Pensionistas     | 35     | 0,20 / 100,00   | Novo |
|                         | Partido Trabalhista Português                   | 15     | 0,08 / 100,00   | 0,08 |
| Votos Inválidos         | Votos Inválidos                                 | 696    | 3,92 / 100,00   | 2,50 |
| Total                   | Total                                           | 17 751 | 100,00 / 100,00 |      |
| Eleitorado/Participação | Eleitorado/Participação                         | 33 460 | 53,05 / 100,00  | 7,58 |

#### Campo de Ourique
| Partido                 | Partido                                         | Votos  | %               | +/-   |
| ----------------------- | ----------------------------------------------- | ------ | --------------- | ----- |
|                         | Partido Socialista                              | 4 183  | 38,11 / 100,00  | 11,86 |
|                         | CDS-MPT-PPM                                     | 2 564  | 23,36 / 100,00  | -     |
|                         | Partido Social Democrata                        | 1 342  | 12,23 / 100,00  | -     |
|                         | Coligação Democrática Unitária                  | 962    | 8,76 / 100,00   | 0,11  |
|                         | Bloco de Esquerda                               | 862    | 7,85 / 100,00   | 2,95  |
|                         | Pessoas–Animais–Natureza                        | 361    | 3,29 / 100,00   | 0,99  |
|                         | Partido Comunista dos Trabalhadores Portugueses | 68     | 0,62 / 100,00   | 0,31  |
|                         | Nós, Cidadãos!                                  | 65     | 0,59 / 100,00   | Novo  |
|                         | Partido Unido dos Reformados e Pensionistas     | 39     | 0,36 / 100,00   | Novo  |
|                         | Partido Nacional Renovador                      | 37     | 0,34 / 100,00   | 0,13  |
|                         | PDR-JPP                                         | 14     | 0,13 / 100,00   | Novo  |
|                         | Partido Trabalhista Português                   | 8      | 0,07 / 100,00   | 0,16  |
| Votos Inválidos         | Votos Inválidos                                 | 471    | 4,29 / 100,00   | 2,37  |
| Total                   | Total                                           | 10 976 | 100,00 / 100,00 |       |
| Eleitorado/Participação | Eleitorado/Participação                         | 20 489 | 53,57 / 100,00  | 4,34  |

#### Campolide
| Partido                 | Partido                                         | Votos  | %               | +/-  |
| ----------------------- | ----------------------------------------------- | ------ | --------------- | ---- |
|                         | Partido Socialista                              | 3 162  | 47,29 / 100,00  | 9,46 |
|                         | CDS-MPT-PPM                                     | 1 206  | 18,04 / 100,00  | -    |
|                         | Partido Social Democrata                        | 693    | 10,36 / 100,00  | -    |
|                         | Coligação Democrática Unitária                  | 611    | 9,14 / 100,00   | 0,04 |
|                         | Bloco de Esquerda                               | 440    | 6,58 / 100,00   | 2,30 |
|                         | Pessoas–Animais–Natureza                        | 180    | 2,69 / 100,00   | 0,71 |
|                         | Partido Comunista dos Trabalhadores Portugueses | 38     | 0,57 / 100,00   | 0,16 |
|                         | Partido Nacional Renovador                      | 30     | 0,45 / 100,00   | 0,04 |
|                         | Nós, Cidadãos!                                  | 29     | 0,43 / 100,00   | Novo |
|                         | Partido Unido dos Reformados e Pensionistas     | 25     | 0,37 / 100,00   | Novo |
|                         | PDR-JPP                                         | 12     | 0,18 / 100,00   | Novo |
|                         | Partido Trabalhista Português                   | 4      | 0,06 / 100,00   | 0,17 |
| Votos Inválidos         | Votos Inválidos                                 | 256    | 3,83 / 100,00   | 2,38 |
| Total                   | Total                                           | 6 686  | 100,00 / 100,00 |      |
| Eleitorado/Participação | Eleitorado/Participação                         | 13 136 | 50,90 / 100,00  | 5,79 |

#### Carnide
| Partido                 | Partido                                         | Votos  | %               | +/-     |
| ----------------------- | ----------------------------------------------- | ------ | --------------- | ------- |
|                         | Partido Socialista                              | 3 557  | 38,65 / 100,00  | 11,20   |
|                         | CDS-MPT-PPM                                     | 1 751  | 19,02 / 100,00  | -       |
|                         | Coligação Democrática Unitária                  | 1 507  | 16,37 / 100,00  | 0,90    |
|                         | Partido Social Democrata                        | 865    | 9,40 / 100,00   | -       |
|                         | Bloco de Esquerda                               | 585    | 6,36 / 100,00   | 2,54    |
|                         | Pessoas–Animais–Natureza                        | 258    | 2,80 / 100,00   | 0,39    |
|                         | Partido Comunista dos Trabalhadores Portugueses | 68     | 0,74 / 100,00   | 0,88    |
|                         | PDR-JPP                                         | 53     | 0,58 / 100,00   | Novo    |
|                         | Partido Nacional Renovador                      | 46     | 0,50 / 100,00   | Estável |
|                         | Nós, Cidadãos!                                  | 28     | 0,30 / 100,00   | Novo    |
|                         | Partido Unido dos Reformados e Pensionistas     | 19     | 0,21 / 100,00   | Novo    |
|                         | Partido Trabalhista Português                   | 13     | 0,14 / 100,00   | 0,09    |
| Votos Inválidos         | Votos Inválidos                                 | 454    | 4,93 / 100,00   | 2,11    |
| Total                   | Total                                           | 9 204  | 100,00 / 100,00 |         |
| Eleitorado/Participação | Eleitorado/Participação                         | 16 391 | 56,15 / 100,00  | 4,60    |

#### Estrela
| Partido                 | Partido                                         | Votos  | %               | +/-   |
| ----------------------- | ----------------------------------------------- | ------ | --------------- | ----- |
|                         | Partido Socialista                              | 3 053  | 32,98 / 100,00  | 12,11 |
|                         | CDS-MPT-PPM                                     | 2 918  | 31,52 / 100,00  | -     |
|                         | Partido Social Democrata                        | 1 279  | 13,82 / 100,00  | -     |
|                         | Coligação Democrática Unitária                  | 713    | 7,70 / 100,00   | 0,37  |
|                         | Bloco de Esquerda                               | 547    | 5,91 / 100,00   | 2,44  |
|                         | Pessoas–Animais–Natureza                        | 237    | 2,56 / 100,00   | 0,40  |
|                         | Partido Comunista dos Trabalhadores Portugueses | 52     | 0,56 / 100,00   | 0,13  |
|                         | Partido Nacional Renovador                      | 35     | 0,38 / 100,00   | 0,20  |
|                         | Nós, Cidadãos!                                  | 33     | 0,36 / 100,00   | Novo  |
|                         | Partido Unido dos Reformados e Pensionistas     | 17     | 0,18 / 100,00   | Novo  |
|                         | PDR-JPP                                         | 7      | 0,08 / 100,00   | Novo  |
|                         | Partido Trabalhista Português                   | 7      | 0,08 / 100,00   | 0,08  |
| Votos Inválidos         | Votos Inválidos                                 | 359    | 3,87 / 100,00   | 4,14  |
| Total                   | Total                                           | 9 257  | 100,00 / 100,00 |       |
| Eleitorado/Participação | Eleitorado/Participação                         | 17 455 | 53,03 / 100,00  | 7,57  |

#### Lumiar
| Partido                 | Partido                                         | Votos  | %               | +/-   |
| ----------------------- | ----------------------------------------------- | ------ | --------------- | ----- |
|                         | Partido Socialista                              | 8 355  | 39,29 / 100,00  | 12,81 |
|                         | CDS-MPT-PPM                                     | 5 677  | 26,70 / 100,00  | -     |
|                         | Partido Social Democrata                        | 2 384  | 11,21 / 100,00  | -     |
|                         | Coligação Democrática Unitária                  | 1 588  | 7,47 / 100,00   | 0,41  |
|                         | Bloco de Esquerda                               | 1 316  | 6,19 / 100,00   | 1,84  |
|                         | Pessoas–Animais–Natureza                        | 597    | 2,81 / 100,00   | 0,63  |
|                         | Partido Nacional Renovador                      | 108    | 0,51 / 100,00   | 0,03  |
|                         | Nós, Cidadãos!                                  | 107    | 0,50 / 100,00   | Novo  |
|                         | Partido Unido dos Reformados e Pensionistas     | 83     | 0,39 / 100,00   | Novo  |
|                         | Partido Comunista dos Trabalhadores Portugueses | 65     | 0,31 / 100,00   | 0,33  |
|                         | PDR-JPP                                         | 57     | 0,27 / 100,00   | Novo  |
|                         | Partido Trabalhista Português                   | 14     | 0,07 / 100,00   | 0,08  |
| Votos Inválidos         | Votos Inválidos                                 | 915    | 4,30 / 100,00   | 3,46  |
| Total                   | Total                                           | 21 266 | 100,00 / 100,00 |       |
| Eleitorado/Participação | Eleitorado/Participação                         | 38 683 | 54,98 / 100,00  | 10,15 |

#### Marvila
| Partido                 | Partido                                         | Votos  | %               | +/-  |
| ----------------------- | ----------------------------------------------- | ------ | --------------- | ---- |
|                         | Partido Socialista                              | 8 034  | 54,04 / 100,00  | 0,30 |
|                         | Coligação Democrática Unitária                  | 1 664  | 11,19 / 100,00  | 3,06 |
|                         | CDS-MPT-PPM                                     | 1 289  | 8,67 / 100,00   | -    |
|                         | Partido Social Democrata                        | 1 202  | 8,08 / 100,00   | -    |
|                         | Bloco de Esquerda                               | 1 012  | 6,81 / 100,00   | 1,56 |
|                         | Pessoas–Animais–Natureza                        | 391    | 2,63 / 100,00   | 0,67 |
|                         | Partido Comunista dos Trabalhadores Portugueses | 191    | 1,28 / 100,00   | 1,16 |
|                         | Partido Trabalhista Português                   | 126    | 0,85 / 100,00   | 0,74 |
|                         | PDR-JPP                                         | 95     | 0,64 / 100,00   | Novo |
|                         | Partido Nacional Renovador                      | 87     | 0,59 / 100,00   | 0,08 |
|                         | Nós, Cidadãos!                                  | 79     | 0,53 / 100,00   | Novo |
|                         | Partido Unido dos Reformados e Pensionistas     | 65     | 0,44 / 100,00   | Novo |
| Votos Inválidos         | Votos Inválidos                                 | 633    | 4,25 / 100,00   | 1,74 |
| Total                   | Total                                           | 14 868 | 100,00 / 100,00 |      |
| Eleitorado/Participação | Eleitorado/Participação                         | 34 408 | 43,21 / 100,00  | 5,76 |

#### Misericórdia
| Partido                 | Partido                                         | Votos  | %               | +/-   |
| ----------------------- | ----------------------------------------------- | ------ | --------------- | ----- |
|                         | Partido Socialista                              | 2 168  | 42,14 / 100,00  | 11,06 |
|                         | CDS-MPT-PPM                                     | 920    | 17,88 / 100,00  | -     |
|                         | Coligação Democrática Unitária                  | 595    | 11,56 / 100,00  | 0,40  |
|                         | Partido Social Democrata                        | 494    | 9,60 / 100,00   | -     |
|                         | Bloco de Esquerda                               | 482    | 9,37 / 100,00   | 3,95  |
|                         | Pessoas–Animais–Natureza                        | 187    | 3,63 / 100,00   | 0,53  |
|                         | Nós, Cidadãos!                                  | 21     | 0,41 / 100,00   | Novo  |
|                         | Partido Comunista dos Trabalhadores Portugueses | 17     | 0,33 / 100,00   | 0,63  |
|                         | Partido Nacional Renovador                      | 16     | 0,31 / 100,00   | 0,13  |
|                         | PDR-JPP                                         | 16     | 0,31 / 100,00   | Novo  |
|                         | Partido Unido dos Reformados e Pensionistas     | 9      | 0,17 / 100,00   | Novo  |
|                         | Partido Trabalhista Português                   | 8      | 0,16 / 100,00   | 0,13  |
| Votos Inválidos         | Votos Inválidos                                 | 212    | 4,12 / 100,00   | 2,41  |
| Total                   | Total                                           | 5 145  | 100,00 / 100,00 |       |
| Eleitorado/Participação | Eleitorado/Participação                         | 11 294 | 45,56 / 100,00  | 3,88  |

#### Olivais
| Partido                 | Partido                                         | Votos  | %               | +/-  |
| ----------------------- | ----------------------------------------------- | ------ | --------------- | ---- |
|                         | Partido Socialista                              | 7 922  | 50,21 / 100,00  | 2,03 |
|                         | CDS-MPT-PPM                                     | 2 040  | 12,93 / 100,00  | -    |
|                         | Partido Social Democrata                        | 1 630  | 10,33 / 100,00  | -    |
|                         | Coligação Democrática Unitária                  | 1 616  | 10,24 / 100,00  | 1,57 |
|                         | Bloco de Esquerda                               | 986    | 6,25 / 100,00   | 1,30 |
|                         | Pessoas–Animais–Natureza                        | 546    | 3,46 / 100,00   | 0,94 |
|                         | PDR-JPP                                         | 97     | 0,61 / 100,00   | Novo |
|                         | Nós, Cidadãos!                                  | 85     | 0,54 / 100,00   | Novo |
|                         | Partido Nacional Renovador                      | 79     | 0,50 / 100,00   | 0,08 |
|                         | Partido Comunista dos Trabalhadores Portugueses | 77     | 0,49 / 100,00   | 0,99 |
|                         | Partido Unido dos Reformados e Pensionistas     | 37     | 0,23 / 100,00   | Novo |
|                         | Partido Trabalhista Português                   | 24     | 0,15 / 100,00   | 0,27 |
| Votos Inválidos         | Votos Inválidos                                 | 640    | 4,05 / 100,00   | 2,88 |
| Total                   | Total                                           | 15 779 | 100,00 / 100,00 |      |
| Eleitorado/Participação | Eleitorado/Participação                         | 30 551 | 51,65 / 100,00  | 4,68 |

#### Parque das Nações
| Partido                 | Partido                                         | Votos  | %               | +/-   |
| ----------------------- | ----------------------------------------------- | ------ | --------------- | ----- |
|                         | Partido Socialista                              | 3 975  | 42,84 / 100,00  | 14,34 |
|                         | CDS-MPT-PPM                                     | 2 275  | 24,52 / 100,00  | -     |
|                         | Partido Social Democrata                        | 953    | 10,27 / 100,00  | -     |
|                         | Coligação Democrática Unitária                  | 704    | 7,59 / 100,00   | 0,98  |
|                         | Bloco de Esquerda                               | 519    | 5,59 / 100,00   | 1,55  |
|                         | Pessoas–Animais–Natureza                        | 262    | 2,82 / 100,00   | 0,38  |
|                         | Nós, Cidadãos!                                  | 59     | 0,64 / 100,00   | Novo  |
|                         | Partido Nacional Renovador                      | 35     | 0,38 / 100,00   | 0,25  |
|                         | PDR-JPP                                         | 28     | 0,30 / 100,00   | Novo  |
|                         | Partido Comunista dos Trabalhadores Portugueses | 27     | 0,29 / 100,00   | 0,31  |
|                         | Partido Unido dos Reformados e Pensionistas     | 19     | 0,20 / 100,00   | Novo  |
|                         | Partido Trabalhista Português                   | 11     | 0,12 / 100,00   | 0,07  |
| Votos Inválidos         | Votos Inválidos                                 | 411    | 4,43 / 100,00   | 2,99  |
| Total                   | Total                                           | 9 278  | 100,00 / 100,00 |       |
| Eleitorado/Participação | Eleitorado/Participação                         | 16 657 | 55,70 / 100,00  | 3,52  |

#### Penha de França
| Partido                 | Partido                                         | Votos  | %               | +/-   |
| ----------------------- | ----------------------------------------------- | ------ | --------------- | ----- |
|                         | Partido Socialista                              | 5 178  | 43,73 / 100,00  | 10,05 |
|                         | CDS-MPT-PPM                                     | 1 445  | 12,20 / 100,00  | -     |
|                         | Coligação Democrática Unitária                  | 1 401  | 11,83 / 100,00  | 1,47  |
|                         | Partido Social Democrata                        | 1 270  | 10,73 / 100,00  | -     |
|                         | Bloco de Esquerda                               | 1 225  | 10,35 / 100,00  | 4,89  |
|                         | Pessoas–Animais–Natureza                        | 525    | 4,43 / 100,00   | 1,60  |
|                         | Nós, Cidadãos!                                  | 113    | 0,95 / 100,00   | Novo  |
|                         | Partido Comunista dos Trabalhadores Portugueses | 53     | 0,45 / 100,00   | 0,53  |
|                         | Partido Nacional Renovador                      | 51     | 0,43 / 100,00   | 0,07  |
|                         | PDR-JPP                                         | 37     | 0,31 / 100,00   | Novo  |
|                         | Partido Unido dos Reformados e Pensionistas     | 35     | 0,30 / 100,00   | Novo  |
|                         | Partido Trabalhista Português                   | 16     | 0,14 / 100,00   | 0,06  |
| Votos Inválidos         | Votos Inválidos                                 | 492    | 4,16 / 100,00   | 1,35  |
| Total                   | Total                                           | 11 841 | 100,00 / 100,00 |       |
| Eleitorado/Participação | Eleitorado/Participação                         | 25 215 | 46,96 / 100,00  | 4,40  |

#### Santa Clara
| Partido                 | Partido                                         | Votos  | %               | +/-   |
| ----------------------- | ----------------------------------------------- | ------ | --------------- | ----- |
|                         | Partido Socialista                              | 3 756  | 42,70 / 100,00  | 10,01 |
|                         | CDS-MPT-PPM                                     | 1 036  | 12,88 / 100,00  | -     |
|                         | Partido Social Democrata                        | 849    | 10,56 / 100,00  | -     |
|                         | Coligação Democrática Unitária                  | 812    | 10,10 / 100,00  | 2,79  |
|                         | Bloco de Esquerda                               | 569    | 7,08 / 100,00   | 2,86  |
|                         | Pessoas–Animais–Natureza                        | 269    | 3,34 / 100,00   | 1,56  |
|                         | Nós, Cidadãos!                                  | 101    | 1,26 / 100,00   | Novo  |
|                         | PDR-JPP                                         | 63     | 0,78 / 100,00   | Novo  |
|                         | Partido Comunista dos Trabalhadores Portugueses | 55     | 0,68 / 100,00   | 0,74  |
|                         | Partido Nacional Renovador                      | 52     | 0,65 / 100,00   | 0,04  |
|                         | Partido Unido dos Reformados e Pensionistas     | 35     | 0,44 / 100,00   | Novo  |
|                         | Partido Trabalhista Português                   | 23     | 0,29 / 100,00   | 0,11  |
| Votos Inválidos         | Votos Inválidos                                 | 422    | 5,25 / 100,00   | 1,80  |
| Total                   | Total                                           | 8 042  | 100,00 / 100,00 |       |
| Eleitorado/Participação | Eleitorado/Participação                         | 18 969 | 42,40 / 100,00  | 3,11  |

#### Santa Maria Maior
| Partido                 | Partido                                         | Votos  | %               | +/-  |
| ----------------------- | ----------------------------------------------- | ------ | --------------- | ---- |
|                         | Partido Socialista                              | 2 157  | 46,99 / 100,00  | 5,28 |
|                         | Coligação Democrática Unitária                  | 600    | 13,07 / 100,00  | 0,82 |
|                         | Partido Social Democrata                        | 487    | 10,61 / 100,00  | -    |
|                         | CDS-MPT-PPM                                     | 475    | 10,35 / 100,00  | -    |
|                         | Bloco de Esquerda                               | 384    | 8,37 / 100,00   | 3,77 |
|                         | Pessoas–Animais–Natureza                        | 95     | 2,07 / 100,00   | 0,20 |
|                         | Nós, Cidadãos!                                  | 91     | 1,98 / 100,00   | Novo |
|                         | Partido Comunista dos Trabalhadores Portugueses | 83     | 1,81 / 100,00   | 0,61 |
|                         | Partido Nacional Renovador                      | 23     | 0,50 / 100,00   | 0,08 |
|                         | PDR-JPP                                         | 10     | 0,22 / 100,00   | Novo |
|                         | Partido Unido dos Reformados e Pensionistas     | 9      | 0,20 / 100,00   | Novo |
|                         | Partido Trabalhista Português                   | 6      | 0,13 / 100,00   | 0,21 |
| Votos Inválidos         | Votos Inválidos                                 | 170    | 3,71 / 100,00   | 3,04 |
| Total                   | Total                                           | 4 590  | 100,00 / 100,00 |      |
| Eleitorado/Participação | Eleitorado/Participação                         | 10 692 | 42,93 / 100,00  | 1,05 |

#### Santo António
| Partido                 | Partido                                         | Votos  | %               | +/-   |
| ----------------------- | ----------------------------------------------- | ------ | --------------- | ----- |
|                         | Partido Socialista                              | 1 934  | 33,63 / 100,00  | 13,67 |
|                         | CDS-MPT-PPM                                     | 1 497  | 26,03 / 100,00  | -     |
|                         | Partido Social Democrata                        | 783    | 13,62 / 100,00  | -     |
|                         | Coligação Democrática Unitária                  | 507    | 8,82 / 100,00   | 0,70  |
|                         | Bloco de Esquerda                               | 504    | 8,77 / 100,00   | 4,29  |
|                         | Pessoas–Animais–Natureza                        | 191    | 3,32 / 100,00   | 1,03  |
|                         | Nós, Cidadãos!                                  | 36     | 0,63 / 100,00   | Novo  |
|                         | Partido Nacional Renovador                      | 25     | 0,43 / 100,00   | 0,03  |
|                         | Partido Comunista dos Trabalhadores Portugueses | 18     | 0,31 / 100,00   | 0,47  |
|                         | PDR-JPP                                         | 7      | 0,12 / 100,00   | Novo  |
|                         | Partido Unido dos Reformados e Pensionistas     | 6      | 0,10 / 100,00   | Novo  |
|                         | Partido Trabalhista Português                   | 4      | 0,07 / 100,00   | 0,09  |
| Votos Inválidos         | Votos Inválidos                                 | 238    | 4,14 / 100,00   | 2,86  |
| Total                   | Total                                           | 5 750  | 100,00 / 100,00 |       |
| Eleitorado/Participação | Eleitorado/Participação                         | 11 387 | 50,50 / 100,00  | 6,12  |

#### São Domingos de Benfica
| Partido                 | Partido                                         | Votos  | %               | +/-   |
| ----------------------- | ----------------------------------------------- | ------ | --------------- | ----- |
|                         | Partido Socialista                              | 6 579  | 38,81 / 100,00  | 11,23 |
|                         | CDS-MPT-PPM                                     | 4 326  | 25,52 / 100,00  | -     |
|                         | Partido Social Democrata                        | 2 272  | 13,40 / 100,00  | -     |
|                         | Coligação Democrática Unitária                  | 1 271  | 7,50 / 100,00   | 0,09  |
|                         | Bloco de Esquerda                               | 1 094  | 6,45 / 100,00   | 2,24  |
|                         | Pessoas–Animais–Natureza                        | 471    | 2,78 / 100,00   | 0,69  |
|                         | Partido Nacional Renovador                      | 78     | 0,46 / 100,00   | 0,09  |
|                         | Nós, Cidadãos!                                  | 61     | 0,36 / 100,00   | Novo  |
|                         | PDR-JPP                                         | 53     | 0,31 / 100,00   | Novo  |
|                         | Partido Unido dos Reformados e Pensionistas     | 47     | 0,28 / 100,00   | Novo  |
|                         | Partido Comunista dos Trabalhadores Portugueses | 44     | 0,26 / 100,00   | 0,39  |
|                         | Partido Trabalhista Português                   | 8      | 0,05 / 100,00   | 0,02  |
| Votos Inválidos         | Votos Inválidos                                 | 647    | 3,82 / 100,00   | 3,31  |
| Total                   | Total                                           | 16 951 | 100,00 / 100,00 |       |
| Eleitorado/Participação | Eleitorado/Participação                         | 30 248 | 56,04 / 100,00  | 8,63  |

#### São Vicente
| Partido                 | Partido                                         | Votos  | %               | +/-  |
| ----------------------- | ----------------------------------------------- | ------ | --------------- | ---- |
|                         | Partido Socialista                              | 2 665  | 42,90 / 100,00  | 7,98 |
|                         | Coligação Democrática Unitária                  | 944    | 15,20 / 100,00  | 1,50 |
|                         | Partido Social Democrata                        | 679    | 10,93 / 100,00  | -    |
|                         | Bloco de Esquerda                               | 639    | 10,29 / 100,00  | 5,25 |
|                         | CDS-MPT-PPM                                     | 625    | 10,06 / 100,00  | -    |
|                         | Pessoas–Animais–Natureza                        | 206    | 3,32 / 100,00   | 1,62 |
|                         | Partido Comunista dos Trabalhadores Portugueses | 64     | 1,03 / 100,00   | 0,67 |
|                         | Nós, Cidadãos!                                  | 49     | 0,79 / 100,00   | Novo |
|                         | Partido Nacional Renovador                      | 25     | 0,40 / 100,00   | 0,10 |
|                         | PDR-JPP                                         | 24     | 0,39 / 100,00   | Novo |
|                         | Partido Unido dos Reformados e Pensionistas     | 22     | 0,35 / 100,00   | Novo |
|                         | Partido Trabalhista Português                   | 10     | 0,16 / 100,00   | 0,05 |
| Votos Inválidos         | Votos Inválidos                                 | 260    | 4,18 / 100,00   | 1,47 |
| Total                   | Total                                           | 6 212  | 100,00 / 100,00 |      |
| Eleitorado/Participação | Eleitorado/Participação                         | 12 599 | 49,31 / 100,00  | 3,82 |

### Assembleia Municipal
| Freguesia               | %     | %             | %     | %     | %     | %    | %    | %    | %    | %        | %    | %    | Votantes |
| Freguesia               | PS    | CDS- PPM- MPT | PSD   | CDU   | BE    | PAN  | PCTP | PNR  | NC   | PDR- JPP | PURP | PTP  | Votantes |
| ----------------------- | ----- | ------------- | ----- | ----- | ----- | ---- | ---- | ---- | ---- | -------- | ---- | ---- | -------- |
| Ajuda                   | 48,51 | 9,01          | 9,83  | 14,55 | 7,62  | 3,90 | 1,03 | 0,54 | 0,32 | 0,24     | 0,26 | 0,07 | 6 795    |
| Alcântara               | 46,68 | 13,55         | 11,90 | 10,86 | 6,73  | 4,04 | 0,65 | 0,43 | 0,29 | 0,17     | 0,40 | 0,11 | 6 463    |
| Alvalade                | 33,24 | 21,75         | 18,07 | 8,61  | 7,80  | 4,39 | 0,43 | 0,40 | 0,45 | 0,22     | 0,23 | 0,07 | 16 229   |
| Areeiro                 | 30,38 | 22,20         | 20,49 | 7,58  | 7,70  | 4,43 | 0,44 | 0,61 | 0,52 | 0,56     | 0,29 | 0,12 | 10 507   |
| Arroios                 | 34,45 | 15,08         | 13,59 | 10,95 | 12,28 | 5,71 | 0,56 | 0,59 | 1,68 | 0,24     | 0,31 | 0,15 | 13 485   |
| Avenidas Novas          | 28,79 | 28,57         | 18,58 | 7,48  | 6,64  | 3,88 | 0,30 | 0,56 | 0,36 | 0,12     | 0,23 | 0,05 | 11 815   |
| Beato                   | 47,60 | 9,62          | 11,47 | 11,69 | 8,19  | 4,49 | 1,06 | 0,48 | 0,37 | 0,35     | 0,27 | 0,11 | 5 456    |
| Belém                   | 28,44 | 27,56         | 20,58 | 7,23  | 7,06  | 3,42 | 0,39 | 0,54 | 0,37 | 0,11     | 0,31 | 0,05 | 8 134    |
| Benfica                 | 42,17 | 14,15         | 14,35 | 9,85  | 8,81  | 4,28 | 0,57 | 0,51 | 0,37 | 0,25     | 0,33 | 0,08 | 17 748   |
| Campo de Ourique        | 34,36 | 19,71         | 16,40 | 9,21  | 9,07  | 4,45 | 0,80 | 0,50 | 0,34 | 0,07     | 0,49 | 0,09 | 10 917   |
| Campolide               | 44,33 | 15,57         | 12,81 | 9,47  | 7,73  | 3,50 | 0,78 | 0,57 | 0,37 | 0,12     | 0,31 | 0,13 | 6 684    |
| Carnide                 | 31,61 | 14,52         | 13,75 | 20,51 | 7,58  | 3,79 | 1,37 | 0,55 | 0,25 | 0,46     | 0,42 | 0,17 | 9 212    |
| Estrela                 | 28,93 | 26,28         | 20,56 | 8,10  | 6,91  | 3,62 | 0,43 | 0,44 | 0,33 | 0,15     | 0,12 | 0,08 | 9 270    |
| Lumiar                  | 35,15 | 21,90         | 16,64 | 7,89  | 7,44  | 3,98 | 0,51 | 0,57 | 0,45 | 0,32     | 0,46 | 0,06 | 21 255   |
| Marvila                 | 47,96 | 7,10          | 9,41  | 13,00 | 8,62  | 3,50 | 2,10 | 0,72 | 0,56 | 0,77     | 0,53 | 0,89 | 14 870   |
| Misericórdia            | 37,99 | 15,34         | 12,58 | 11,88 | 10,87 | 4,96 | 0,62 | 0,43 | 0,33 | 0,35     | 0,29 | 0,08 | 5 144    |
| Olivais                 | 46,40 | 10,92         | 12,45 | 11,07 | 7,44  | 4,51 | 0,75 | 0,65 | 0,44 | 0,60     | 0,30 | 0,16 | 15 787   |
| Parque das Nações       | 38,80 | 21,71         | 13,57 | 8,30  | 6,57  | 4,03 | 0,65 | 0,42 | 0,57 | 0,41     | 0,22 | 0,06 | 9 280    |
| Penha de França         | 39,17 | 9,54          | 13,56 | 12,06 | 12,03 | 5,73 | 0,78 | 0,57 | 1,14 | 0,43     | 0,30 | 0,27 | 11 859   |
| Santa Clara             | 41,69 | 10,40         | 13,22 | 11,07 | 8,68  | 4,48 | 1,11 | 0,80 | 1,29 | 0,80     | 0,65 | 0,39 | 8 042    |
| Santa Maria Maior       | 43,17 | 8,32          | 8,98  | 16,23 | 10,74 | 4,53 | 0,94 | 1,96 | 0,44 | 0,20     | 0,15 | 0,48 | 4 589    |
| Santo António           | 29,03 | 21,89         | 18,90 | 9,16  | 9,89  | 4,57 | 0,47 | 0,61 | 0,59 | 0,16     | 0,24 | 0,14 | 5 752    |
| São Domingos de Benfica | 35,28 | 20,09         | 19,16 | 8,01  | 7,41  | 4,08 | 0,33 | 0,51 | 0,36 | 0,33     | 0,25 | 0,08 | 16 945   |
| São Vicente             | 37,13 | 8,34          | 13,27 | 16,81 | 11,91 | 4,51 | 1,63 | 0,37 | 0,66 | 0,31     | 0,34 | 0,16 | 6 211    |
| Lisboa                  | 37,66 | 16,94         | 15,16 | 10,39 | 8,43  | 4,28 | 0,74 | 0,57 | 0,55 | 0,34     | 0,33 | 0,17 | 252 449  |

#### Ajuda
| Partido                 | Partido                                         | Votos  | %               | +/-  |
| ----------------------- | ----------------------------------------------- | ------ | --------------- | ---- |
|                         | Partido Socialista                              | 3 296  | 48,51 / 100,00  | 2,77 |
|                         | Coligação Democrática Unitária                  | 989    | 14,55 / 100,00  | 4,56 |
|                         | Partido Social Democrata                        | 668    | 9,83 / 100,00   | -    |
|                         | CDS-MPT-PPM                                     | 612    | 9,01 / 100,00   | -    |
|                         | Bloco de Esquerda                               | 518    | 7,62 / 100,00   | 1,61 |
|                         | Pessoas–Animais–Natureza                        | 265    | 3,90 / 100,00   | 1,85 |
|                         | Partido Comunista dos Trabalhadores Portugueses | 70     | 1,03 / 100,00   | 0,16 |
|                         | Partido Nacional Renovador                      | 37     | 0,54 / 100,00   | 0,16 |
|                         | Nós, Cidadãos!                                  | 22     | 0,32 / 100,00   | Novo |
|                         | Partido Unido dos Reformados e Pensionistas     | 18     | 0,26 / 100,00   | Novo |
|                         | PDR-JPP                                         | 16     | 0,24 / 100,00   | Novo |
|                         | Partido Trabalhista Português                   | 5      | 0,07 / 100,00   | 0,23 |
| Votos Inválidos         | Votos Inválidos                                 | 279    | 4,10 / 100,00   | 2,26 |
| Total                   | Total                                           | 6 795  | 100,00 / 100,00 |      |
| Eleitorado/Participação | Eleitorado/Participação                         | 13 630 | 49,85 / 100,00  | 4,34 |

#### Alcântara
| Partido                 | Partido                                         | Votos  | %               | +/-     |
| ----------------------- | ----------------------------------------------- | ------ | --------------- | ------- |
|                         | Partido Socialista                              | 3 017  | 46,68 / 100,00  | 7,82    |
|                         | CDS-MPT-PPM                                     | 876    | 13,55 / 100,00  | -       |
|                         | Partido Social Democrata                        | 769    | 11,90 / 100,00  | -       |
|                         | Coligação Democrática Unitária                  | 702    | 10,86 / 100,00  | 5,90    |
|                         | Bloco de Esquerda                               | 435    | 6,73 / 100,00   | 0,64    |
|                         | Pessoas–Animais–Natureza                        | 261    | 4,04 / 100,00   | 1,13    |
|                         | Partido Comunista dos Trabalhadores Portugueses | 42     | 0,65 / 100,00   | 0,79    |
|                         | Partido Nacional Renovador                      | 28     | 0,43 / 100,00   | Estável |
|                         | Partido Unido dos Reformados e Pensionistas     | 26     | 0,40 / 100,00   | Novo    |
|                         | Nós, Cidadãos!                                  | 19     | 0,29 / 100,00   | Novo    |
|                         | PDR-JPP                                         | 11     | 0,17 / 100,00   | Novo    |
|                         | Partido Trabalhista Português                   | 7      | 0,11 / 100,00   | 0,21    |
| Votos Inválidos         | Votos Inválidos                                 | 270    | 4,18 / 100,00   | 2,70    |
| Total                   | Total                                           | 6 463  | 100,00 / 100,00 |         |
| Eleitorado/Participação | Eleitorado/Participação                         | 12 057 | 53,60 / 100,00  | 7,00    |

#### Alvalade
| Partido                 | Partido                                         | Votos  | %               | +/-  |
| ----------------------- | ----------------------------------------------- | ------ | --------------- | ---- |
|                         | Partido Socialista                              | 5 394  | 33,24 / 100,00  | 4,59 |
|                         | CDS-MPT-PPM                                     | 3 529  | 21,75 / 100,00  | -    |
|                         | Partido Social Democrata                        | 2 933  | 18,07 / 100,00  | -    |
|                         | Coligação Democrática Unitária                  | 1 397  | 8,61 / 100,00   | 0,18 |
|                         | Bloco de Esquerda                               | 1 266  | 7,80 / 100,00   | 0,94 |
|                         | Pessoas–Animais–Natureza                        | 713    | 4,39 / 100,00   | 1,20 |
|                         | Nós, Cidadãos!                                  | 73     | 0,45 / 100,00   | Novo |
|                         | Partido Comunista dos Trabalhadores Portugueses | 70     | 0,43 / 100,00   | 0,36 |
|                         | Partido Nacional Renovador                      | 65     | 0,40 / 100,00   | 0,12 |
|                         | Partido Unido dos Reformados e Pensionistas     | 37     | 0,23 / 100,00   | Novo |
|                         | PDR-JPP                                         | 35     | 0,22 / 100,00   | Novo |
|                         | Partido Trabalhista Português                   | 12     | 0,07 / 100,00   | 0,08 |
| Votos Inválidos         | Votos Inválidos                                 | 705    | 4,35 / 100,00   | 3,15 |
| Total                   | Total                                           | 16 229 | 100,00 / 100,00 |      |
| Eleitorado/Participação | Eleitorado/Participação                         | 29 941 | 54,20 / 100,00  | 7,45 |

#### Areeiro
| Partido                 | Partido                                         | Votos  | %               | +/-     |
| ----------------------- | ----------------------------------------------- | ------ | --------------- | ------- |
|                         | Partido Socialista                              | 3 192  | 30,38 / 100,00  | 6,25    |
|                         | CDS-MPT-PPM                                     | 2 333  | 22,20 / 100,00  | -       |
|                         | Partido Social Democrata                        | 2 153  | 20,49 / 100,00  | -       |
|                         | Bloco de Esquerda                               | 809    | 7,70 / 100,00   | 0,13    |
|                         | Coligação Democrática Unitária                  | 796    | 7,58 / 100,00   | 0,48    |
|                         | Pessoas–Animais–Natureza                        | 465    | 4,43 / 100,00   | 1,45    |
|                         | Partido Nacional Renovador                      | 64     | 0,61 / 100,00   | 0,16    |
|                         | PDR-JPP                                         | 59     | 0,56 / 100,00   | Novo    |
|                         | Nós, Cidadãos!                                  | 55     | 0,52 / 100,00   | Novo    |
|                         | Partido Comunista dos Trabalhadores Portugueses | 46     | 0,44 / 100,00   | 0,18    |
|                         | Partido Unido dos Reformados e Pensionistas     | 30     | 0,29 / 100,00   | Novo    |
|                         | Partido Trabalhista Português                   | 13     | 0,12 / 100,00   | Estável |
| Votos Inválidos         | Votos Inválidos                                 | 492    | 4,68 / 100,00   | 3,18    |
| Total                   | Total                                           | 10 507 | 100,00 / 100,00 |         |
| Eleitorado/Participação | Eleitorado/Participação                         | 19 756 | 53,18 / 100,00  | 8,25    |

#### Arroios
| Partido                 | Partido                                         | Votos  | %               | +/-     |
| ----------------------- | ----------------------------------------------- | ------ | --------------- | ------- |
|                         | Partido Socialista                              | 4 645  | 34,45 / 100,00  | 8,06    |
|                         | CDS-MPT-PPM                                     | 2 033  | 15,08 / 100,00  | -       |
|                         | Partido Social Democrata                        | 1 832  | 13,59 / 100,00  | -       |
|                         | Bloco de Esquerda                               | 1 656  | 12,28 / 100,00  | 4,58    |
|                         | Coligação Democrática Unitária                  | 1 476  | 10,95 / 100,00  | 0,55    |
|                         | Pessoas–Animais–Natureza                        | 770    | 5,71 / 100,00   | 2,02    |
|                         | Nós, Cidadãos!                                  | 226    | 1,68 / 100,00   | Novo    |
|                         | Partido Nacional Renovador                      | 79     | 0,59 / 100,00   | 0,17    |
|                         | Partido Comunista dos Trabalhadores Portugueses | 76     | 0,56 / 100,00   | 0,73    |
|                         | Partido Unido dos Reformados e Pensionistas     | 42     | 0,31 / 100,00   | Novo    |
|                         | PDR-JPP                                         | 33     | 0,24 / 100,00   | Novo    |
|                         | Partido Trabalhista Português                   | 20     | 0,15 / 100,00   | Estável |
| Votos Inválidos         | Votos Inválidos                                 | 597    | 4,43 / 100,00   | 2,47    |
| Total                   | Total                                           | 13 485 | 100,00 / 100,00 |         |
| Eleitorado/Participação | Eleitorado/Participação                         | 29 346 | 45,95 / 100,00  | 5,15    |

#### Avenidas Novas
| Partido                 | Partido                                         | Votos  | %               | +/-  |
| ----------------------- | ----------------------------------------------- | ------ | --------------- | ---- |
|                         | Partido Socialista                              | 3 401  | 28,79 / 100,00  | 7,48 |
|                         | CDS-MPT-PPM                                     | 3 375  | 28,57 / 100,00  | -    |
|                         | Partido Social Democrata                        | 2 195  | 18,58 / 100,00  | -    |
|                         | Coligação Democrática Unitária                  | 884    | 7,48 / 100,00   | 0,03 |
|                         | Bloco de Esquerda                               | 784    | 6,64 / 100,00   | 0,36 |
|                         | Pessoas–Animais–Natureza                        | 459    | 3,88 / 100,00   | 0,96 |
|                         | Partido Nacional Renovador                      | 66     | 0,56 / 100,00   | 0,16 |
|                         | Nós, Cidadãos!                                  | 43     | 0,36 / 100,00   | Novo |
|                         | Partido Comunista dos Trabalhadores Portugueses | 36     | 0,30 / 100,00   | 0,32 |
|                         | Partido Unido dos Reformados e Pensionistas     | 27     | 0,23 / 100,00   | Novo |
|                         | PDR-JPP                                         | 14     | 0,12 / 100,00   | Novo |
|                         | Partido Trabalhista Português                   | 6      | 0,05 / 100,00   | 0,14 |
| Votos Inválidos         | Votos Inválidos                                 | 525    | 4,44 / 100,00   | 3,50 |
| Total                   | Total                                           | 11 815 | 100,00 / 100,00 |      |
| Eleitorado/Participação | Eleitorado/Participação                         | 21 761 | 54,29 / 100,00  | 7,65 |

#### Beato
| Partido                 | Partido                                         | Votos  | %               | +/-  |
| ----------------------- | ----------------------------------------------- | ------ | --------------- | ---- |
|                         | Partido Socialista                              | 2 597  | 47,60 / 100,00  | 8,67 |
|                         | Coligação Democrática Unitária                  | 638    | 11,69 / 100,00  | 0,07 |
|                         | Partido Social Democrata                        | 626    | 11,47 / 100,00  | -    |
|                         | CDS-MPT-PPM                                     | 525    | 9,62 / 100,00   | -    |
|                         | Bloco de Esquerda                               | 447    | 8,19 / 100,00   | 2,12 |
|                         | Pessoas–Animais–Natureza                        | 245    | 4,49 / 100,00   | 2,23 |
|                         | Partido Comunista dos Trabalhadores Portugueses | 58     | 1,06 / 100,00   | 0,47 |
|                         | Partido Nacional Renovador                      | 26     | 0,48 / 100,00   | 0,10 |
|                         | Nós, Cidadãos!                                  | 20     | 0,37 / 100,00   | Novo |
|                         | PDR-JPP                                         | 19     | 0,35 / 100,00   | Novo |
|                         | Partido Unido dos Reformados e Pensionistas     | 15     | 0,27 / 100,00   | Novo |
|                         | Partido Trabalhista Português                   | 6      | 0,11 / 100,00   | 0,36 |
| Votos Inválidos         | Votos Inválidos                                 | 234    | 4,28 / 100,00   | 1,54 |
| Total                   | Total                                           | 5 456  | 100,00 / 100,00 |      |
| Eleitorado/Participação | Eleitorado/Participação                         | 11 027 | 49,48 / 100,00  | 1,54 |

#### Belém
| Partido                 | Partido                                         | Votos  | %               | +/-  |
| ----------------------- | ----------------------------------------------- | ------ | --------------- | ---- |
|                         | Partido Socialista                              | 2 313  | 28,44 / 100,00  | 6,95 |
|                         | CDS-MPT-PPM                                     | 2 242  | 27,56 / 100,00  | -    |
|                         | Partido Social Democrata                        | 1 674  | 20,58 / 100,00  | -    |
|                         | Coligação Democrática Unitária                  | 588    | 7,23 / 100,00   | 0,80 |
|                         | Bloco de Esquerda                               | 574    | 7,06 / 100,00   | 1,48 |
|                         | Pessoas–Animais–Natureza                        | 278    | 3,42 / 100,00   | 0,22 |
|                         | Partido Nacional Renovador                      | 44     | 0,54 / 100,00   | 0,12 |
|                         | Partido Comunista dos Trabalhadores Portugueses | 32     | 0,39 / 100,00   | 0,27 |
|                         | Nós, Cidadãos!                                  | 30     | 0,37 / 100,00   | Novo |
|                         | Partido Unido dos Reformados e Pensionistas     | 25     | 0,31 / 100,00   | Novo |
|                         | PDR-JPP                                         | 9      | 0,11 / 100,00   | Novo |
|                         | Partido Trabalhista Português                   | 4      | 0,05 / 100,00   | 0,09 |
| Votos Inválidos         | Votos Inválidos                                 | 311    | 3,95 / 100,00   | 4,00 |
| Total                   | Total                                           | 8 134  | 100,00 / 100,00 |      |
| Eleitorado/Participação | Eleitorado/Participação                         | 14 382 | 56,56 / 100,00  | 6,89 |

#### Benfica
| Partido                 | Partido                                         | Votos  | %               | +/-  |
| ----------------------- | ----------------------------------------------- | ------ | --------------- | ---- |
|                         | Partido Socialista                              | 7 485  | 42,17 / 100,00  | 2,81 |
|                         | Partido Social Democrata                        | 2 546  | 14,35 / 100,00  | -    |
|                         | CDS-MPT-PPM                                     | 2 512  | 14,15 / 100,00  | -    |
|                         | Coligação Democrática Unitária                  | 1 749  | 9,85 / 100,00   | 2,31 |
|                         | Bloco de Esquerda                               | 1 564  | 8,81 / 100,00   | 1,80 |
|                         | Pessoas–Animais–Natureza                        | 760    | 4,28 / 100,00   | 1,29 |
|                         | Partido Comunista dos Trabalhadores Portugueses | 102    | 0,57 / 100,00   | 0,77 |
|                         | Partido Nacional Renovador                      | 90     | 0,51 / 100,00   | 0,09 |
|                         | Nós, Cidadãos!                                  | 66     | 0,37 / 100,00   | Novo |
|                         | Partido Unido dos Reformados e Pensionistas     | 58     | 0,33 / 100,00   | Novo |
|                         | PDR-JPP                                         | 45     | 0,25 / 100,00   | Novo |
|                         | Partido Trabalhista Português                   | 15     | 0,08 / 100,00   | 0,14 |
| Votos Inválidos         | Votos Inválidos                                 | 756    | 4,26 / 100,00   | 2,81 |
| Total                   | Total                                           | 17 748 | 100,00 / 100,00 |      |
| Eleitorado/Participação | Eleitorado/Participação                         | 33 460 | 53,04 / 100,00  | 7,57 |

#### Campo de Ourique
| Partido                 | Partido                                         | Votos  | %               | +/-  |
| ----------------------- | ----------------------------------------------- | ------ | --------------- | ---- |
|                         | Partido Socialista                              | 3 751  | 34,36 / 100,00  | 5,95 |
|                         | CDS-MPT-PPM                                     | 2 152  | 19,71 / 100,00  | -    |
|                         | Partido Social Democrata                        | 1 790  | 16,40 / 100,00  | -    |
|                         | Coligação Democrática Unitária                  | 1 006  | 9,21 / 100,00   | 1,61 |
|                         | Bloco de Esquerda                               | 990    | 9,07 / 100,00   | 1,45 |
|                         | Pessoas–Animais–Natureza                        | 486    | 4,45 / 100,00   | 1,31 |
|                         | Partido Comunista dos Trabalhadores Portugueses | 87     | 0,80 / 100,00   | 0,40 |
|                         | Partido Nacional Renovador                      | 55     | 0,50 / 100,00   | 0,05 |
|                         | Partido Unido dos Reformados e Pensionistas     | 53     | 0,49 / 100,00   | Novo |
|                         | Nós, Cidadãos!                                  | 37     | 0,34 / 100,00   | Novo |
|                         | Partido Trabalhista Português                   | 10     | 0,09 / 100,00   | 0,14 |
|                         | PDR-JPP                                         | 8      | 0,07 / 100,00   | Novo |
| Votos Inválidos         | Votos Inválidos                                 | 492    | 4,51 / 100,00   | 2,61 |
| Total                   | Total                                           | 10 917 | 100,00 / 100,00 |      |
| Eleitorado/Participação | Eleitorado/Participação                         | 20 489 | 53,28 / 100,00  | 3,93 |

#### Campolide
| Partido                 | Partido                                         | Votos  | %               | +/-  |
| ----------------------- | ----------------------------------------------- | ------ | --------------- | ---- |
|                         | Partido Socialista                              | 2 963  | 44,33 / 100,00  | 5,57 |
|                         | CDS-MPT-PPM                                     | 1 041  | 15,57 / 100,00  | -    |
|                         | Partido Social Democrata                        | 856    | 12,81 / 100,00  | -    |
|                         | Coligação Democrática Unitária                  | 633    | 9,47 / 100,00   | 1,21 |
|                         | Bloco de Esquerda                               | 517    | 7,73 / 100,00   | 1,46 |
|                         | Pessoas–Animais–Natureza                        | 234    | 3,50 / 100,00   | 0,96 |
|                         | Partido Comunista dos Trabalhadores Portugueses | 52     | 0,78 / 100,00   | 0,02 |
|                         | Partido Nacional Renovador                      | 38     | 0,57 / 100,00   | 0,11 |
|                         | Nós, Cidadãos!                                  | 25     | 0,37 / 100,00   | Novo |
|                         | Partido Unido dos Reformados e Pensionistas     | 21     | 0,31 / 100,00   | Novo |
|                         | Partido Trabalhista Português                   | 9      | 0,13 / 100,00   | 0,11 |
|                         | PDR-JPP                                         | 8      | 0,12 / 100,00   | Novo |
| Votos Inválidos         | Votos Inválidos                                 | 287    | 4,29 / 100,00   | 2,14 |
| Total                   | Total                                           | 6 684  | 100,00 / 100,00 |      |
| Eleitorado/Participação | Eleitorado/Participação                         | 13 136 | 50,88 / 100,00  | 5,77 |

#### Carnide
| Partido                 | Partido                                         | Votos  | %               | +/-  |
| ----------------------- | ----------------------------------------------- | ------ | --------------- | ---- |
|                         | Partido Socialista                              | 2 912  | 31,61 / 100,00  | 6,91 |
|                         | Coligação Democrática Unitária                  | 1 889  | 20,51 / 100,00  | 0,45 |
|                         | CDS-MPT-PPM                                     | 1 338  | 14,52 / 100,00  | -    |
|                         | Partido Social Democrata                        | 1 267  | 13,75 / 100,00  | -    |
|                         | Bloco de Esquerda                               | 698    | 7,58 / 100,00   | 1,58 |
|                         | Pessoas–Animais–Natureza                        | 349    | 3,79 / 100,00   | 0,90 |
|                         | Partido Comunista dos Trabalhadores Portugueses | 126    | 1,37 / 100,00   | 0,58 |
|                         | Partido Nacional Renovador                      | 51     | 0,55 / 100,00   | 0,08 |
|                         | PDR-JPP                                         | 42     | 0,46 / 100,00   | Novo |
|                         | Partido Unido dos Reformados e Pensionistas     | 39     | 0,42 / 100,00   | Novo |
|                         | Nós, Cidadãos!                                  | 23     | 0,25 / 100,00   | Novo |
|                         | Partido Trabalhista Português                   | 16     | 0,17 / 100,00   | 0,17 |
| Votos Inválidos         | Votos Inválidos                                 | 462    | 5,02 / 100,00   | 2,65 |
| Total                   | Total                                           | 9 212  | 100,00 / 100,00 |      |
| Eleitorado/Participação | Eleitorado/Participação                         | 16 391 | 56,20 / 100,00  | 4,66 |

#### Estrela
| Partido                 | Partido                                         | Votos  | %               | +/-  |
| ----------------------- | ----------------------------------------------- | ------ | --------------- | ---- |
|                         | Partido Socialista                              | 2 682  | 28,93 / 100,00  | 7,55 |
|                         | CDS-MPT-PPM                                     | 2 436  | 26,28 / 100,00  | -    |
|                         | Partido Social Democrata                        | 1 906  | 20,56 / 100,00  | -    |
|                         | Coligação Democrática Unitária                  | 751    | 8,10 / 100,00   | 1,11 |
|                         | Bloco de Esquerda                               | 641    | 6,91 / 100,00   | 1,51 |
|                         | Pessoas–Animais–Natureza                        | 336    | 3,62 / 100,00   | 0,59 |
|                         | Partido Nacional Renovador                      | 41     | 0,44 / 100,00   | 0,15 |
|                         | Partido Comunista dos Trabalhadores Portugueses | 40     | 0,43 / 100,00   | 0,53 |
|                         | Nós, Cidadãos!                                  | 31     | 0,33 / 100,00   | Novo |
|                         | PDR-JPP                                         | 14     | 0,15 / 100,00   | Novo |
|                         | Partido Unido dos Reformados e Pensionistas     | 11     | 0,12 / 100,00   | Novo |
|                         | Partido Trabalhista Português                   | 7      | 0,08 / 100,00   | 0,10 |
| Votos Inválidos         | Votos Inválidos                                 | 374    | 4,04 / 100,00   | 3,30 |
| Total                   | Total                                           | 9 270  | 100,00 / 100,00 |      |
| Eleitorado/Participação | Eleitorado/Participação                         | 17 455 | 53,11 / 100,00  | 7,66 |

#### Lumiar
| Partido                 | Partido                                         | Votos  | %               | +/-   |
| ----------------------- | ----------------------------------------------- | ------ | --------------- | ----- |
|                         | Partido Socialista                              | 7 471  | 35,15 / 100,00  | 6,84  |
|                         | CDS-MPT-PPM                                     | 4 654  | 21,90 / 100,00  | -     |
|                         | Partido Social Democrata                        | 3 536  | 16,64 / 100,00  | -     |
|                         | Coligação Democrática Unitária                  | 1 676  | 7,89 / 100,00   | 1,07  |
|                         | Bloco de Esquerda                               | 1 581  | 7,44 / 100,00   | 0,75  |
|                         | Pessoas–Animais–Natureza                        | 847    | 3,98 / 100,00   | 0,99  |
|                         | Partido Nacional Renovador                      | 121    | 0,57 / 100,00   | 0,01  |
|                         | Partido Comunista dos Trabalhadores Portugueses | 108    | 0,51 / 100,00   | 0,21  |
|                         | Partido Unido dos Reformados e Pensionistas     | 98     | 0,46 / 100,00   | Novo  |
|                         | Nós, Cidadãos!                                  | 96     | 0,45 / 100,00   | Novo  |
|                         | PDR-JPP                                         | 69     | 0,32 / 100,00   | Novo  |
|                         | Partido Trabalhista Português                   | 13     | 0,06 / 100,00   | 0,14  |
| Votos Inválidos         | Votos Inválidos                                 | 985    | 4,63 / 100,00   | 3,69  |
| Total                   | Total                                           | 21 255 | 100,00 / 100,00 |       |
| Eleitorado/Participação | Eleitorado/Participação                         | 38 683 | 54,95 / 100,00  | 10,12 |

#### Marvila
| Partido                 | Partido                                         | Votos  | %               | +/-  |
| ----------------------- | ----------------------------------------------- | ------ | --------------- | ---- |
|                         | Partido Socialista                              | 7 131  | 47,96 / 100,00  | 0,32 |
|                         | Coligação Democrática Unitária                  | 1 933  | 13,00 / 100,00  | 3,48 |
|                         | Partido Social Democrata                        | 1 399  | 9,41 / 100,00   | -    |
|                         | Bloco de Esquerda                               | 1 282  | 8,62 / 100,00   | 1,93 |
|                         | CDS-MPT-PPM                                     | 1 056  | 7,10 / 100,00   | -    |
|                         | Pessoas–Animais–Natureza                        | 521    | 3,50 / 100,00   | 1,15 |
|                         | Partido Comunista dos Trabalhadores Portugueses | 312    | 2,10 / 100,00   | 0,72 |
|                         | Partido Trabalhista Português                   | 133    | 0,89 / 100,00   | 0,79 |
|                         | PDR-JPP                                         | 114    | 0,77 / 100,00   | Novo |
|                         | Partido Nacional Renovador                      | 107    | 0,72 / 100,00   | 0,01 |
|                         | Nós, Cidadãos!                                  | 83     | 0,56 / 100,00   | Novo |
|                         | Partido Unido dos Reformados e Pensionistas     | 79     | 0,53 / 100,00   | Novo |
| Votos Inválidos         | Votos Inválidos                                 | 720    | 4,85 / 100,00   | 1,63 |
| Total                   | Total                                           | 14 870 | 100,00 / 100,00 |      |
| Eleitorado/Participação | Eleitorado/Participação                         | 34 408 | 43,22 / 100,00  | 4,34 |

#### Misericórdia
| Partido                 | Partido                                         | Votos  | %               | +/-  |
| ----------------------- | ----------------------------------------------- | ------ | --------------- | ---- |
|                         | Partido Socialista                              | 1 954  | 37,99 / 100,00  | 6,74 |
|                         | CDS-MPT-PPM                                     | 789    | 15,34 / 100,00  | -    |
|                         | Partido Social Democrata                        | 647    | 12,58 / 100,00  | -    |
|                         | Coligação Democrática Unitária                  | 611    | 11,88 / 100,00  | 1,45 |
|                         | Bloco de Esquerda                               | 559    | 10,87 / 100,00  | 2,47 |
|                         | Pessoas–Animais–Natureza                        | 255    | 4,96 / 100,00   | 1,46 |
|                         | Partido Comunista dos Trabalhadores Portugueses | 32     | 0,62 / 100,00   | 0,41 |
|                         | Partido Nacional Renovador                      | 22     | 0,43 / 100,00   | 0,13 |
|                         | PDR-JPP                                         | 18     | 0,35 / 100,00   | Novo |
|                         | Nós, Cidadãos!                                  | 17     | 0,33 / 100,00   | Novo |
|                         | Partido Unido dos Reformados e Pensionistas     | 15     | 0,29 / 100,00   | Novo |
|                         | Partido Trabalhista Português                   | 4      | 0,08 / 100,00   | 0,26 |
| Votos Inválidos         | Votos Inválidos                                 | 221    | 4,29 / 100,00   | 2,26 |
| Total                   | Total                                           | 5 144  | 100,00 / 100,00 |      |
| Eleitorado/Participação | Eleitorado/Participação                         | 11 294 | 45,55 / 100,00  | 3,87 |

#### Olivais
| Partido                 | Partido                                         | Votos  | %               | +/-  |
| ----------------------- | ----------------------------------------------- | ------ | --------------- | ---- |
|                         | Partido Socialista                              | 7 325  | 46,40 / 100,00  | 1,02 |
|                         | Partido Social Democrata                        | 1 966  | 12,45 / 100,00  | -    |
|                         | Coligação Democrática Unitária                  | 1 747  | 11,07 / 100,00  | 2,38 |
|                         | CDS-MPT-PPM                                     | 1 724  | 10,92 / 100,00  | -    |
|                         | Bloco de Esquerda                               | 1 175  | 7,44 / 100,00   | 0,42 |
|                         | Pessoas–Animais–Natureza                        | 712    | 4,51 / 100,00   | 1,23 |
|                         | Partido Comunista dos Trabalhadores Portugueses | 118    | 0,75 / 100,00   | 1,07 |
|                         | Partido Nacional Renovador                      | 102    | 0,65 / 100,00   | 0,02 |
|                         | PDR-JPP                                         | 94     | 0,60 / 100,00   | Novo |
|                         | Nós, Cidadãos!                                  | 69     | 0,44 / 100,00   | Novo |
|                         | Partido Unido dos Reformados e Pensionistas     | 48     | 0,30 / 100,00   | Novo |
|                         | Partido Trabalhista Português                   | 26     | 0,16 / 100,00   | 0,30 |
| Votos Inválidos         | Votos Inválidos                                 | 681    | 4,32 / 100,00   | 3,16 |
| Total                   | Total                                           | 15 787 | 100,00 / 100,00 |      |
| Eleitorado/Participação | Eleitorado/Participação                         | 30 551 | 51,67 / 100,00  | 4,67 |

#### Parque das Nações
| Partido                 | Partido                                         | Votos  | %               | +/-  |
| ----------------------- | ----------------------------------------------- | ------ | --------------- | ---- |
|                         | Partido Socialista                              | 3 601  | 38,80 / 100,00  | 7,90 |
|                         | CDS-MPT-PPM                                     | 2 015  | 21,71 / 100,00  | -    |
|                         | Partido Social Democrata                        | 1 259  | 13,57 / 100,00  | -    |
|                         | Coligação Democrática Unitária                  | 770    | 8,30 / 100,00   | 0,33 |
|                         | Bloco de Esquerda                               | 610    | 6,57 / 100,00   | 0,19 |
|                         | Pessoas–Animais–Natureza                        | 374    | 4,03 / 100,00   | 0,51 |
|                         | Partido Comunista dos Trabalhadores Portugueses | 60     | 0,65 / 100,00   | 0,13 |
|                         | Nós, Cidadãos!                                  | 53     | 0,57 / 100,00   | Novo |
|                         | Partido Nacional Renovador                      | 39     | 0,42 / 100,00   | 0,41 |
|                         | PDR-JPP                                         | 38     | 0,41 / 100,00   | Novo |
|                         | Partido Unido dos Reformados e Pensionistas     | 20     | 0,22 / 100,00   | Novo |
|                         | Partido Trabalhista Português                   | 6      | 0,06 / 100,00   | 0,21 |
| Votos Inválidos         | Votos Inválidos                                 | 435    | 4,69 / 100,00   | 3,62 |
| Total                   | Total                                           | 9 280  | 100,00 / 100,00 |      |
| Eleitorado/Participação | Eleitorado/Participação                         | 16 657 | 55,71 / 100,00  | 3,54 |

#### Penha de França
| Partido                 | Partido                                         | Votos  | %               | +/-  |
| ----------------------- | ----------------------------------------------- | ------ | --------------- | ---- |
|                         | Partido Socialista                              | 4 645  | 39,17 / 100,00  | 5,27 |
|                         | Partido Social Democrata                        | 1 608  | 13,56 / 100,00  | -    |
|                         | Coligação Democrática Unitária                  | 1 430  | 12,06 / 100,00  | 0,46 |
|                         | Bloco de Esquerda                               | 1 427  | 12,03 / 100,00  | 3,47 |
|                         | CDS-MPT-PPM                                     | 1 131  | 9,54 / 100,00   | -    |
|                         | Pessoas–Animais–Natureza                        | 679    | 5,73 / 100,00   | 1,92 |
|                         | Nós, Cidadãos!                                  | 135    | 1,14 / 100,00   | Novo |
|                         | Partido Comunista dos Trabalhadores Portugueses | 92     | 0,78 / 100,00   | 0,32 |
|                         | Partido Nacional Renovador                      | 68     | 0,57 / 100,00   | 0,09 |
|                         | PDR-JPP                                         | 51     | 0,43 / 100,00   | Novo |
|                         | Partido Unido dos Reformados e Pensionistas     | 35     | 0,30 / 100,00   | Novo |
|                         | Partido Trabalhista Português                   | 32     | 0,27 / 100,00   | 0,01 |
| Votos Inválidos         | Votos Inválidos                                 | 526    | 4,44 / 100,00   | 1,86 |
| Total                   | Total                                           | 11 859 | 100,00 / 100,00 |      |
| Eleitorado/Participação | Eleitorado/Participação                         | 25 215 | 47,03 / 100,00  | 4,45 |

#### Santa Clara
| Partido                 | Partido                                         | Votos  | %               | +/-  |
| ----------------------- | ----------------------------------------------- | ------ | --------------- | ---- |
|                         | Partido Socialista                              | 3 353  | 41,69 / 100,00  | 2,75 |
|                         | Partido Social Democrata                        | 1 063  | 13,22 / 100,00  | -    |
|                         | Coligação Democrática Unitária                  | 890    | 11,07 / 100,00  | 4,45 |
|                         | CDS-MPT-PPM                                     | 836    | 10,40 / 100,00  | -    |
|                         | Bloco de Esquerda                               | 698    | 8,68 / 100,00   | 2,81 |
|                         | Pessoas–Animais–Natureza                        | 360    | 4,48 / 100,00   | 1,97 |
|                         | Nós, Cidadãos!                                  | 104    | 1,29 / 100,00   | Novo |
|                         | Partido Comunista dos Trabalhadores Portugueses | 89     | 1,11 / 100,00   | 0,75 |
|                         | Partido Nacional Renovador                      | 64     | 0,80 / 100,00   | 0,06 |
|                         | PDR-JPP                                         | 64     | 0,80 / 100,00   | Novo |
|                         | Partido Unido dos Reformados e Pensionistas     | 52     | 0,65 / 100,00   | Novo |
|                         | Partido Trabalhista Português                   | 31     | 0,39 / 100,00   | 0,21 |
| Votos Inválidos         | Votos Inválidos                                 | 438    | 5,45 / 100,00   | 1,91 |
| Total                   | Total                                           | 8 042  | 100,00 / 100,00 |      |
| Eleitorado/Participação | Eleitorado/Participação                         | 18 969 | 42,40 / 100,00  | 2,88 |

#### Santa Maria Maior
| Partido                 | Partido                                         | Votos  | %               | +/-  |
| ----------------------- | ----------------------------------------------- | ------ | --------------- | ---- |
|                         | Partido Socialista                              | 1 981  | 43,17 / 100,00  | 0,37 |
|                         | Coligação Democrática Unitária                  | 745    | 16,23 / 100,00  | 0,08 |
|                         | Bloco de Esquerda                               | 493    | 10,74 / 100,00  | 3,84 |
|                         | Partido Social Democrata                        | 412    | 8,98 / 100,00   | -    |
|                         | CDS-MPT-PPM                                     | 382    | 8,32 / 100,00   | -    |
|                         | Pessoas–Animais–Natureza                        | 208    | 4,53 / 100,00   | 2,16 |
|                         | Partido Nacional Renovador                      | 90     | 1,96 / 100,00   | 1,41 |
|                         | Partido Comunista dos Trabalhadores Portugueses | 43     | 0,94 / 100,00   | 0,51 |
|                         | Partido Trabalhista Português                   | 22     | 0,48 / 100,00   | 0,04 |
|                         | Nós, Cidadãos!                                  | 20     | 0,44 / 100,00   | Novo |
|                         | PDR-JPP                                         | 9      | 0,20 / 100,00   | Novo |
|                         | Partido Unido dos Reformados e Pensionistas     | 7      | 0,15 / 100,00   | Novo |
| Votos Inválidos         | Votos Inválidos                                 | 177    | 3,86 / 100,00   | 3,41 |
| Total                   | Total                                           | 4 589  | 100,00 / 100,00 |      |
| Eleitorado/Participação | Eleitorado/Participação                         | 10 692 | 42,92 / 100,00  | 1,03 |

#### Santo António
| Partido                 | Partido                                         | Votos  | %               | +/-  |
| ----------------------- | ----------------------------------------------- | ------ | --------------- | ---- |
|                         | Partido Socialista                              | 1 670  | 29,03 / 100,00  | 7,43 |
|                         | CDS-MPT-PPM                                     | 1 259  | 21,89 / 100,00  | -    |
|                         | Partido Social Democrata                        | 1 087  | 18,90 / 100,00  | -    |
|                         | Bloco de Esquerda                               | 569    | 9,89 / 100,00   | 1,87 |
|                         | Coligação Democrática Unitária                  | 527    | 9,16 / 100,00   | 0,56 |
|                         | Pessoas–Animais–Natureza                        | 263    | 4,57 / 100,00   | 1,72 |
|                         | Partido Nacional Renovador                      | 35     | 0,61 / 100,00   | 0,21 |
|                         | Nós, Cidadãos!                                  | 34     | 0,59 / 100,00   | Novo |
|                         | Partido Comunista dos Trabalhadores Portugueses | 27     | 0,47 / 100,00   | 0,47 |
|                         | Partido Unido dos Reformados e Pensionistas     | 14     | 0,24 / 100,00   | Novo |
|                         | PDR-JPP                                         | 9      | 0,16 / 100,00   | Novo |
|                         | Partido Trabalhista Português                   | 8      | 0,14 / 100,00   | 0,03 |
| Votos Inválidos         | Votos Inválidos                                 | 250    | 4,34 / 100,00   | 2,59 |
| Total                   | Total                                           | 5 752  | 100,00 / 100,00 |      |
| Eleitorado/Participação | Eleitorado/Participação                         | 11 387 | 50,51 / 100,00  | 6,14 |

#### São Domingos de Benfica
| Partido                 | Partido                                         | Votos  | %               | +/-  |
| ----------------------- | ----------------------------------------------- | ------ | --------------- | ---- |
|                         | Partido Socialista                              | 5 979  | 35,28 / 100,00  | 4,39 |
|                         | CDS-MPT-PPM                                     | 3 405  | 20,09 / 100,00  | -    |
|                         | Partido Social Democrata                        | 3 247  | 19,16 / 100,00  | -    |
|                         | Coligação Democrática Unitária                  | 1 358  | 8,01 / 100,00   | 1,32 |
|                         | Bloco de Esquerda                               | 1 255  | 7,41 / 100,00   | 0,61 |
|                         | Pessoas–Animais–Natureza                        | 691    | 4,08 / 100,00   | 1,30 |
|                         | Partido Nacional Renovador                      | 87     | 0,51 / 100,00   | 0,10 |
|                         | Nós, Cidadãos!                                  | 61     | 0,36 / 100,00   | Novo |
|                         | Partido Comunista dos Trabalhadores Portugueses | 56     | 0,33 / 100,00   | 0,40 |
|                         | PDR-JPP                                         | 56     | 0,33 / 100,00   | Novo |
|                         | Partido Unido dos Reformados e Pensionistas     | 43     | 0,25 / 100,00   | Novo |
|                         | Partido Trabalhista Português                   | 14     | 0,08 / 100,00   | 0,05 |
| Votos Inválidos         | Votos Inválidos                                 | 693    | 4,09 / 100,00   | 4,25 |
| Total                   | Total                                           | 16 945 | 100,00 / 100,00 |      |
| Eleitorado/Participação | Eleitorado/Participação                         | 30 248 | 56,02 / 100,00  | 8,31 |

#### São Vicente
| Partido                 | Partido                                         | Votos  | %               | +/-  |
| ----------------------- | ----------------------------------------------- | ------ | --------------- | ---- |
|                         | Partido Socialista                              | 2 306  | 37,13 / 100,00  | 3,36 |
|                         | Coligação Democrática Unitária                  | 1 044  | 16,81 / 100,00  | 0,31 |
|                         | Partido Social Democrata                        | 824    | 13,27 / 100,00  | -    |
|                         | Bloco de Esquerda                               | 740    | 11,91 / 100,00  | 3,29 |
|                         | CDS-MPT-PPM                                     | 518    | 8,34 / 100,00   | -    |
|                         | Pessoas–Animais–Natureza                        | 280    | 4,51 / 100,00   | 2,09 |
|                         | Partido Comunista dos Trabalhadores Portugueses | 101    | 1,63 / 100,00   | 0,25 |
|                         | Nós, Cidadãos!                                  | 41     | 0,66 / 100,00   | Novo |
|                         | Partido Nacional Renovador                      | 23     | 0,37 / 100,00   | 0,01 |
|                         | Partido Unido dos Reformados e Pensionistas     | 21     | 0,34 / 100,00   | Novo |
|                         | PDR-JPP                                         | 19     | 0,31 / 100,00   | Novo |
|                         | Partido Trabalhista Português                   | 10     | 0,16 / 100,00   | 0,14 |
| Votos Inválidos         | Votos Inválidos                                 | 284    | 4,58 / 100,00   | 2,99 |
| Total                   | Total                                           | 6 211  | 100,00 / 100,00 |      |
| Eleitorado/Participação | Eleitorado/Participação                         | 12 599 | 49,30 / 100,00  | 3,83 |

### Juntas de Freguesia

#### Ajuda
| Partido                 | Partido                        | Votos  | %               | +/-  | Mandatos | +/-     |
| ----------------------- | ------------------------------ | ------ | --------------- | ---- | -------- | ------- |
|                         | Partido Socialista             | 3 477  | 51,19 / 100,00  | 0,53 | 8 / 13   | Estável |
|                         | Coligação Democrática Unitária | 1 230  | 18,11 / 100,00  | 7,67 | 2 / 13   | 2       |
|                         | Partido Social Democrata       | 723    | 10,64 / 100,00  | -    | 1 / 13   | -       |
|                         | Bloco de Esquerda              | 529    | 7,79 / 100,00   | 2,47 | 1 / 13   | 1       |
|                         | CDS-MPT-PPM                    | 525    | 7,73 / 100,00   | -    | 1 / 13   | -       |
| Votos Inválidos         | Votos Inválidos                | 309    | 4,55 / 100,00   | 1,41 |          |         |
| Total                   | Total                          | 6 793  | 100,00 / 100,00 |      | 13 / 13  |         |
| Eleitorado/Participação | Eleitorado/Participação        | 13 630 | 49,84 / 100,00  | 4,33 |          |         |

#### Alcântara
| Partido                 | Partido                        | Votos  | %               | +/-   | Mandatos | +/- |
| ----------------------- | ------------------------------ | ------ | --------------- | ----- | -------- | --- |
|                         | Partido Socialista             | 3 783  | 58,62 / 100,00  | 25,05 | 10 / 13  | 5   |
|                         | Partido Social Democrata       | 746    | 11,56 / 100,00  | -     | 1 / 13   | -   |
|                         | CDS-MPT-PPM                    | 699    | 10,83 / 100,00  | -     | 1 / 13   | -   |
|                         | Coligação Democrática Unitária | 630    | 9,76 / 100,00   | 9,73  | 1 / 13   | 2   |
|                         | Bloco de Esquerda              | 357    | 5,53 / 100,00   | -     | 0 / 13   | -   |
| Votos Inválidos         | Votos Inválidos                | 238    | 3,69 / 100,00   | 3,10  |          |     |
| Total                   | Total                          | 6 453  | 100,00 / 100,00 |       | 13 / 13  |     |
| Eleitorado/Participação | Eleitorado/Participação        | 12 057 | 53,52 / 100,00  | 6,90  |          |     |

#### Alvalade
| Partido                 | Partido                        | Votos  | %               | +/-  | Mandatos | +/-     |
| ----------------------- | ------------------------------ | ------ | --------------- | ---- | -------- | ------- |
|                         | Partido Socialista             | 5 879  | 36,21 / 100,00  | 0,78 | 8 / 19   | Estável |
|                         | Partido Social Democrata       | 3 340  | 20,57 / 100,00  | -    | 4 / 19   | -       |
|                         | CDS-MPT-PPM                    | 2 983  | 18,38 / 100,00  | -    | 4 / 19   | -       |
|                         | Coligação Democrática Unitária | 1 394  | 8,59 / 100,00   | 1,38 | 2 / 19   | Estável |
|                         | Bloco de Esquerda              | 1 073  | 6,61 / 100,00   | 1,03 | 1 / 19   | Estável |
|                         | Pessoas–Animais–Natureza       | 668    | 4,11 / 100,00   | 0,59 | 0 / 19   | Estável |
|                         | PDR-JPP                        | 90     | 0,55 / 100,00   | Novo | 0 / 19   | Novo    |
|                         | Nós, Cidadãos!                 | 81     | 0,50 / 100,00   | Novo | 0 / 19   | Novo    |
| Votos Inválidos         | Votos Inválidos                | 726    | 4,47 / 100,00   | 3,04 |          |         |
| Total                   | Total                          | 16 234 | 100,00 / 100,00 |      | 19 / 19  |         |
| Eleitorado/Participação | Eleitorado/Participação        | 29 941 | 54,22 / 100,00  | 7,46 |          |         |

#### Areeiro
| Partido                 | Partido                        | Votos  | %               | +/-  | Mandatos | +/-     |
| ----------------------- | ------------------------------ | ------ | --------------- | ---- | -------- | ------- |
|                         | Partido Social Democrata       | 3 132  | 29,81 / 100,00  | -    | 4 / 13   | -       |
|                         | Partido Socialista             | 3 032  | 28,85 / 100,00  | 6,52 | 4 / 13   | 1       |
|                         | CDS-MPT-PPM                    | 1 884  | 17,93 / 100,00  | -    | 3 / 13   | -       |
|                         | Coligação Democrática Unitária | 721    | 6,86 / 100,00   | 2,30 | 1 / 13   | Estável |
|                         | Bloco de Esquerda              | 680    | 6,47 / 100,00   | 0,32 | 1 / 13   | Estável |
|                         | Pessoas–Animais–Natureza       | 465    | 4,43 / 100,00   | -    | 0 / 13   | -       |
|                         | PDR-JPP                        | 80     | 0,76 / 100,00   | Novo | 0 / 13   | Novo    |
| Votos Inválidos         | Votos Inválidos                | 514    | 4,89 / 100,00   | 3,98 |          |         |
| Total                   | Total                          | 10 508 | 100,00 / 100,00 |      | 13 / 13  |         |
| Eleitorado/Participação | Eleitorado/Participação        | 19 756 | 53,19 / 100,00  | 8,30 |          |         |

#### Arroios
| Partido                 | Partido                        | Votos  | %               | +/-  | Mandatos | +/-     |
| ----------------------- | ------------------------------ | ------ | --------------- | ---- | -------- | ------- |
|                         | Partido Socialista             | 5 386  | 39,94 / 100,00  | 2,50 | 9 / 19   | Estável |
|                         | Partido Social Democrata       | 2 050  | 15,20 / 100,00  | -    | 3 / 19   | -       |
|                         | CDS-MPT-PPM                    | 1 620  | 12,01 / 100,00  | -    | 2 / 19   | -       |
|                         | Bloco de Esquerda              | 1 407  | 10,43 / 100,00  | 3,69 | 2 / 19   | 1       |
|                         | Coligação Democrática Unitária | 1 337  | 9,91 / 100,00   | 1,44 | 2 / 19   | Estável |
|                         | Pessoas–Animais–Natureza       | 706    | 5,24 / 100,00   | 1,00 | 1 / 19   | Estável |
|                         | Nós, Cidadãos!                 | 343    | 2,54 / 100,00   | Novo | 0 / 19   | Novo    |
| Votos Inválidos         | Votos Inválidos                | 636    | 4,71 / 100,00   | 2,84 |          |         |
| Total                   | Total                          | 13 485 | 100,00 / 100,00 |      | 19 / 19  |         |
| Eleitorado/Participação | Eleitorado/Participação        | 29 346 | 45,95 / 100,00  | 5,16 |          |         |

#### Avenidas Novas
| Partido                 | Partido                        | Votos  | %               | +/-  | Mandatos | +/-     |
| ----------------------- | ------------------------------ | ------ | --------------- | ---- | -------- | ------- |
|                         | Partido Socialista             | 3 459  | 29,27 / 100,00  | 4,18 | 6 / 19   | 2       |
|                         | CDS-MPT-PPM                    | 3 233  | 27,36 / 100,00  | -    | 6 / 19   | -       |
|                         | Partido Social Democrata       | 2 636  | 22,31 / 100,00  | -    | 5 / 19   | -       |
|                         | Coligação Democrática Unitária | 809    | 6,85 / 100,00   | 1,23 | 1 / 19   | Estável |
|                         | Bloco de Esquerda              | 650    | 5,50 / 100,00   | 0,22 | 1 / 19   | Estável |
|                         | Pessoas–Animais–Natureza       | 468    | 3,96 / 100,00   | -    | 0 / 19   | -       |
| Votos Inválidos         | Votos Inválidos                | 561    | 4,75 / 100,00   | 3,45 |          |         |
| Total                   | Total                          | 11 816 | 100,00 / 100,00 |      | 19 / 19  |         |
| Eleitorado/Participação | Eleitorado/Participação        | 21 761 | 54,30 / 100,00  | 7,65 |          |         |

#### Beato
| Partido                 | Partido                                         | Votos  | %               | +/-   | Mandatos | +/-     |
| ----------------------- | ----------------------------------------------- | ------ | --------------- | ----- | -------- | ------- |
|                         | Partido Socialista                              | 2 780  | 50,97 / 100,00  | 13,16 | 8 / 13   | 2       |
|                         | Coligação Democrática Unitária                  | 637    | 11,68 / 100,00  | 1,06  | 2 / 13   | 1       |
|                         | Partido Social Democrata                        | 615    | 11,28 / 100,00  | -     | 1 / 13   | -       |
|                         | CDS-MPT-PPM                                     | 478    | 8,76 / 100,00   | -     | 1 / 13   | -       |
|                         | Bloco de Esquerda                               | 383    | 7,02 / 100,00   | 2,34  | 1 / 13   | 1       |
|                         | Pessoas–Animais–Natureza                        | 217    | 3,98 / 100,00   | -     | 0 / 13   | -       |
|                         | Partido Comunista dos Trabalhadores Portugueses | 63     | 1,16 / 100,00   | 0,41  | 0 / 13   | Estável |
|                         | PDR-JPP                                         | 24     | 0,44 / 100,00   | Novo  | 0 / 13   | Novo    |
| Votos Inválidos         | Votos Inválidos                                 | 257    | 4,71 / 100,00   | 0,24  |          |         |
| Total                   | Total                                           | 5 454  | 100,00 / 100,00 |       | 13 / 13  |         |
| Eleitorado/Participação | Eleitorado/Participação                         | 11 027 | 49,46 / 100,00  | 1,53  |          |         |

#### Belém
| Partido                 | Partido                        | Votos  | %               | +/-  | Mandatos | +/-     |
| ----------------------- | ------------------------------ | ------ | --------------- | ---- | -------- | ------- |
|                         | Partido Social Democrata       | 2 674  | 32,86 / 100,00  | -    | 5 / 13   | -       |
|                         | Partido Socialista             | 2 379  | 29,24 / 100,00  | 3,08 | 4 / 13   | 1       |
|                         | CDS-MPT-PPM                    | 1 729  | 21,25 / 100,00  | -    | 3 / 13   | -       |
|                         | Coligação Democrática Unitária | 547    | 6,72 / 100,00   | 2,35 | 1 / 13   | Estável |
|                         | Bloco de Esquerda              | 464    | 5,70 / 100,00   | 1,08 | 0 / 13   | Estável |
|                         | PDR-JPP                        | 26     | 0,32 / 100,00   | Novo | 0 / 13   | Novo    |
| Votos Inválidos         | Votos Inválidos                | 318    | 3,91 / 100,00   | 3,19 |          |         |
| Total                   | Total                          | 8 137  | 100,00 / 100,00 |      | 13 / 13  |         |
| Eleitorado/Participação | Eleitorado/Participação        | 14 382 | 56,58 / 100,00  | 6,91 |          |         |

#### Benfica
| Partido                 | Partido                        | Votos  | %               | +/-  | Mandatos | +/-     |
| ----------------------- | ------------------------------ | ------ | --------------- | ---- | -------- | ------- |
|                         | Partido Socialista             | 8 777  | 49,45 / 100,00  | 1,97 | 11 / 19  | Estável |
|                         | Partido Social Democrata       | 2 937  | 16,55 / 100,00  | -    | 3 / 19   | -       |
|                         | CDS-MPT-PPM                    | 1 722  | 9,70 / 100,00   | -    | 2 / 19   | -       |
|                         | Coligação Democrática Unitária | 1 629  | 9,18 / 100,00   | 2,81 | 2 / 19   | Estável |
|                         | Bloco de Esquerda              | 1 282  | 7,22 / 100,00   | 1,31 | 1 / 19   | Estável |
|                         | Pessoas–Animais–Natureza       | 599    | 3,37 / 100,00   | 0,49 | 0 / 19   | Estável |
|                         | PDR-JPP                        | 69     | 0,39 / 100,00   | Novo | 0 / 19   | Novo    |
| Votos Inválidos         | Votos Inválidos                | 734    | 4,14 / 100,00   | 2,64 |          |         |
| Total                   | Total                          | 17 749 | 100,00 / 100,00 |      | 19 / 19  |         |
| Eleitorado/Participação | Eleitorado/Participação        | 33 460 | 53,05 / 100,00  | 7,58 |          |         |

#### Campo de Ourique
| Partido                 | Partido                        | Votos  | %               | +/-  | Mandatos | +/-     |
| ----------------------- | ------------------------------ | ------ | --------------- | ---- | -------- | ------- |
|                         | Partido Socialista             | 4 189  | 38,54 / 100,00  | 2,88 | 8 / 19   | 1       |
|                         | Partido Social Democrata       | 2 113  | 19,44 / 100,00  | -    | 4 / 19   | -       |
|                         | CDS-MPT-PPM                    | 1 848  | 17,00 / 100,00  | -    | 3 / 19   | -       |
|                         | Coligação Democrática Unitária | 1 107  | 10,19 / 100,00  | 1,93 | 2 / 19   | Estável |
|                         | Bloco de Esquerda              | 1 039  | 9,56 / 100,00   | 2,91 | 2 / 19   | 1       |
| Votos Inválidos         | Votos Inválidos                | 572    | 5,26 / 100,00   | 2,08 |          |         |
| Total                   | Total                          | 10 868 | 100,00 / 100,00 |      | 19 / 19  |         |
| Eleitorado/Participação | Eleitorado/Participação        | 20 489 | 53,04 / 100,00  | 3,70 |          |         |

#### Campolide
| Partido                 | Partido                        | Votos  | %               | +/-  | Mandatos | +/-     |
| ----------------------- | ------------------------------ | ------ | --------------- | ---- | -------- | ------- |
|                         | Partido Socialista             | 3 735  | 55,86 / 100,00  | 0,89 | 8 / 13   | 1       |
|                         | CDS-MPT-PPM                    | 836    | 12,50 / 100,00  | -    | 2 / 13   | -       |
|                         | Partido Social Democrata       | 760    | 11,37 / 100,00  | -    | 1 / 13   | -       |
|                         | Coligação Democrática Unitária | 633    | 9,47 / 100,00   | 1,55 | 1 / 13   | Estável |
|                         | Bloco de Esquerda              | 422    | 6,31 / 100,00   | 1,55 | 1 / 13   | 1       |
| Votos Inválidos         | Votos Inválidos                | 300    | 4,49 / 100,00   | 1,66 |          |         |
| Total                   | Total                          | 6 686  | 100,00 / 100,00 |      | 13 / 13  |         |
| Eleitorado/Participação | Eleitorado/Participação        | 13 136 | 50,90 / 100,00  | 5,79 |          |         |

#### Carnide
| Partido                 | Partido                        | Votos  | %               | +/-  | Mandatos | +/-     |
| ----------------------- | ------------------------------ | ------ | --------------- | ---- | -------- | ------- |
|                         | Coligação Democrática Unitária | 4 126  | 44,82 / 100,00  | 1,29 | 7 / 13   | Estável |
|                         | Partido Socialista             | 2 078  | 22,57 / 100,00  | 1,24 | 3 / 13   | 1       |
|                         | Partido Social Democrata       | 1 236  | 13,43 / 100,00  | -    | 2 / 13   | -       |
|                         | CDS-MPT-PPM                    | 841    | 9,14 / 100,00   | -    | 1 / 13   | -       |
|                         | Bloco de Esquerda              | 489    | 5,31 / 100,00   | 1,73 | 0 / 13   | Estável |
|                         | PDR-JPP                        | 47     | 0,51 / 100,00   | Novo | 0 / 13   | Novo    |
| Votos Inválidos         | Votos Inválidos                | 389    | 4,23 / 100,00   | 2,11 |          |         |
| Total                   | Total                          | 9 206  | 100,00 / 100,00 |      | 13 / 13  |         |
| Eleitorado/Participação | Eleitorado/Participação        | 16 391 | 56,16 / 100,00  | 4,60 |          |         |

#### Estrela
| Partido                 | Partido                        | Votos  | %               | +/-  | Mandatos | +/-     |
| ----------------------- | ------------------------------ | ------ | --------------- | ---- | -------- | ------- |
|                         | Partido Social Democrata       | 3 219  | 34,77 / 100,00  | -    | 5 / 13   | -       |
|                         | Partido Socialista             | 2 509  | 27,10 / 100,00  | 8,88 | 4 / 13   | 2       |
|                         | CDS-MPT-PPM                    | 1 665  | 17,98 / 100,00  | -    | 3 / 13   | -       |
|                         | Coligação Democrática Unitária | 726    | 7,84 / 100,00   | 2,53 | 1 / 13   | Estável |
|                         | Bloco de Esquerda              | 447    | 4,83 / 100,00   | 0,80 | 0 / 13   | Estável |
|                         | Pessoas–Animais–Natureza       | 339    | 3,66 / 100,00   | -    | 0 / 13   | -       |
| Votos Inválidos         | Votos Inválidos                | 354    | 3,83 / 100,00   | 3,14 |          |         |
| Total                   | Total                          | 9 259  | 100,00 / 100,00 |      | 13 / 13  |         |
| Eleitorado/Participação | Eleitorado/Participação        | 17 455 | 53,04 / 100,00  | 7,61 |          |         |

#### Lumiar
| Partido                 | Partido                                     | Votos  | %               | +/-   | Mandatos | +/-     |
| ----------------------- | ------------------------------------------- | ------ | --------------- | ----- | -------- | ------- |
|                         | Partido Socialista                          | 8 586  | 40,38 / 100,00  | 0,10  | 9 / 19   | Estável |
|                         | Partido Social Democrata                    | 4 042  | 19,01 / 100,00  | -     | 4 / 19   | -       |
|                         | CDS-MPT-PPM                                 | 3 992  | 18,78 / 100,00  | -     | 4 / 19   | -       |
|                         | Coligação Democrática Unitária              | 1 756  | 8,26 / 100,00   | 1,90  | 1 / 19   | 1       |
|                         | Bloco de Esquerda                           | 1 393  | 6,55 / 100,00   | 0,62  | 1 / 19   | Estável |
|                         | Partido Unido dos Reformados e Pensionistas | 206    | 0,97 / 100,00   | Novo  | 0 / 19   | Novo    |
|                         | PDR-JPP                                     | 98     | 0,46 / 100,00   | Novo  | 0 / 19   | Novo    |
| Votos Inválidos         | Votos Inválidos                             | 1 188  | 5,59 / 100,00   | 3,84  |          |         |
| Total                   | Total                                       | 21 261 | 100,00 / 100,00 |       | 19 / 19  |         |
| Eleitorado/Participação | Eleitorado/Participação                     | 38 683 | 54,96 / 100,00  | 10,13 |          |         |

#### Marvila
| Partido                 | Partido                                         | Votos  | %               | +/-  | Mandatos | +/-     |
| ----------------------- | ----------------------------------------------- | ------ | --------------- | ---- | -------- | ------- |
|                         | Partido Socialista                              | 7 035  | 47,34 / 100,00  | 2,50 | 11 / 19  | Estável |
|                         | Coligação Democrática Unitária                  | 2 172  | 14,62 / 100,00  | 4,10 | 3 / 19   | 1       |
|                         | Partido Social Democrata                        | 1 338  | 9,00 / 100,00   | -    | 2 / 19   | -       |
|                         | Bloco de Esquerda                               | 1 086  | 7,31 / 100,00   | 0,88 | 1 / 19   | Estável |
|                         | CDS-MPT-PPM                                     | 916    | 6,16 / 100,00   | -    | 1 / 19   | -       |
|                         | Primeiro Marvila Movimento Independente         | 859    | 5,78 / 100,00   | Novo | 1 / 19   | Novo    |
|                         | Partido Comunista dos Trabalhadores Portugueses | 260    | 1,75 / 100,00   | 2,00 | 0 / 19   | Estável |
|                         | Partido Trabalhista Português                   | 173    | 1,16 / 100,00   | 1,00 | 0 / 19   | Estável |
|                         | Partido Nacional Renovador                      | 138    | 0,93 / 100,00   | 0,09 | 0 / 19   | Estável |
|                         | PDR-JPP                                         | 109    | 0,73 / 100,00   | Novo | 0 / 19   | Novo    |
| Votos Inválidos         | Votos Inválidos                                 | 774    | 5,21 / 100,00   | 1,65 |          |         |
| Total                   | Total                                           | 14 860 | 100,00 / 100,00 |      | 19 / 19  |         |
| Eleitorado/Participação | Eleitorado/Participação                         | 34 408 | 43,19 / 100,00  | 4,32 |          |         |

#### Misericórdia
| Partido                 | Partido                        | Votos  | %               | +/-  | Mandatos | +/-     |
| ----------------------- | ------------------------------ | ------ | --------------- | ---- | -------- | ------- |
|                         | Partido Socialista             | 2 217  | 43,11 / 100,00  | 2,35 | 6 / 13   | 1       |
|                         | CDS-MPT-PPM                    | 736    | 14,31 / 100,00  | -    | 2 / 13   | -       |
|                         | Partido Social Democrata       | 661    | 12,85 / 100,00  | -    | 2 / 13   | -       |
|                         | Coligação Democrática Unitária | 647    | 12,58 / 100,00  | 4,49 | 2 / 13   | Estável |
|                         | Bloco de Esquerda              | 579    | 11,26 / 100,00  | 3,19 | 1 / 13   | Estável |
|                         | PDR-JPP                        | 32     | 0,62 / 100,00   | Novo | 0 / 13   | Novo    |
| Votos Inválidos         | Votos Inválidos                | 271    | 5,27 / 100,00   | 1,97 |          |         |
| Total                   | Total                          | 5 143  | 100,00 / 100,00 |      | 13 / 13  |         |
| Eleitorado/Participação | Eleitorado/Participação        | 11 294 | 45,54 / 100,00  | 3,86 |          |         |

#### Olivais
| Partido                 | Partido                        | Votos  | %               | +/-   | Mandatos | +/-     |
| ----------------------- | ------------------------------ | ------ | --------------- | ----- | -------- | ------- |
|                         | Partido Socialista             | 8 444  | 53,52 / 100,00  | 10,12 | 12 / 19  | 2       |
|                         | Partido Social Democrata       | 1 989  | 12,61 / 100,00  | -     | 3 / 19   | -       |
|                         | Coligação Democrática Unitária | 1 666  | 10,56 / 100,00  | 2,73  | 2 / 19   | 1       |
|                         | CDS-MPT-PPM                    | 1 234  | 7,82 / 100,00   | -     | 1 / 19   | -       |
|                         | Bloco de Esquerda              | 1 019  | 6,46 / 100,00   | 1,45  | 1 / 19   | Estável |
|                         | Pessoas–Animais–Natureza       | 605    | 3,83 / 100,00   | 1,41  | 0 / 19   | Estável |
|                         | PDR-JPP                        | 163    | 1,03 / 100,00   | Novo  | 0 / 19   | Novo    |
|                         | Partido Trabalhista Português  | 41     | 0,26 / 100,00   | 0,17  | 0 / 19   | Estável |
| Votos Inválidos         | Votos Inválidos                | 617    | 3,91 / 100,00   | 2,97  |          |         |
| Total                   | Total                          | 15 778 | 100,00 / 100,00 |       | 19 / 19  |         |
| Eleitorado/Participação | Eleitorado/Participação        | 30 551 | 51,64 / 100,00  | 4,78  |          |         |

#### Parque das Nações
| Partido                 | Partido                        | Votos  | %               | +/-  | Mandatos | +/-     |
| ----------------------- | ------------------------------ | ------ | --------------- | ---- | -------- | ------- |
|                         | Partido Socialista             | 3 558  | 38,35 / 100,00  | 9,52 | 6 / 13   | 2       |
|                         | CDS-MPT-PPM                    | 2 140  | 23,07 / 100,00  | -    | 4 / 13   | -       |
|                         | Partido Social Democrata       | 1 203  | 12,97 / 100,00  | -    | 2 / 13   | -       |
|                         | Coligação Democrática Unitária | 915    | 9,86 / 100,00   | 2,87 | 1 / 13   | Estável |
|                         | Bloco de Esquerda              | 455    | 4,90 / 100,00   | 1,82 | 0 / 13   | Estável |
|                         | Pessoas–Animais–Natureza       | 452    | 4,87 / 100,00   | -    | 0 / 13   | -       |
|                         | PDR-JPP                        | 82     | 0,88 / 100,00   | Novo | 0 / 13   | Novo    |
| Votos Inválidos         | Votos Inválidos                | 472    | 5,09 / 100,00   | 0,16 |          |         |
| Total                   | Total                          | 9 277  | 100,00 / 100,00 |      | 13 / 13  |         |
| Eleitorado/Participação | Eleitorado/Participação        | 16 657 | 55,69 / 100,00  | 7,25 |          |         |

#### Penha de França
| Partido                 | Partido                        | Votos  | %               | +/-  | Mandatos | +/-     |
| ----------------------- | ------------------------------ | ------ | --------------- | ---- | -------- | ------- |
|                         | Partido Socialista             | 4 986  | 42,03 / 100,00  | 1,43 | 9 / 19   | Estável |
|                         | Partido Social Democrata       | 1 846  | 15,56 / 100,00  | -    | 3 / 19   | -       |
|                         | Coligação Democrática Unitária | 1 529  | 12,89 / 100,00  | 1,25 | 3 / 19   | Estável |
|                         | Bloco de Esquerda              | 1 223  | 10,31 / 100,00  | 3,46 | 2 / 19   | 1       |
|                         | CDS-MPT-PPM                    | 921    | 7,76 / 100,00   | -    | 1 / 19   | -       |
|                         | Pessoas–Animais–Natureza       | 649    | 5,47 / 100,00   | -    | 1 / 19   | -       |
|                         | Nós, Cidadãos!                 | 194    | 1,64 / 100,00   | Novo | 0 / 19   | Novo    |
| Votos Inválidos         | Votos Inválidos                | 516    | 4,35 / 100,00   | 2,62 |          |         |
| Total                   | Total                          | 11 864 | 100,00 / 100,00 |      | 19 / 19  |         |
| Eleitorado/Participação | Eleitorado/Participação        | 25 215 | 47,05 / 100,00  | 4,48 |          |         |

#### Santa Clara
| Partido                 | Partido                        | Votos  | %               | +/-  | Mandatos | +/-  |
| ----------------------- | ------------------------------ | ------ | --------------- | ---- | -------- | ---- |
|                         | Partido Socialista             | 2 759  | 34,31 / 100,00  | 5,93 | 5 / 13   | 1    |
|                         | Partido Social Democrata       | 1 206  | 15,00 / 100,00  | -    | 2 / 13   | -    |
|                         | Coligação Democrática Unitária | 1 098  | 13,65 / 100,00  | 7,27 | 2 / 13   | 1    |
|                         | Cidadãos por Santa Clara       | 1 068  | 13,28 / 100,00  | Novo | 2 / 13   | Novo |
|                         | CDS-MPT-PPM                    | 608    | 7,56 / 100,00   | -    | 1 / 13   | -    |
|                         | Bloco de Esquerda              | 507    | 6,30 / 100,00   | 0,81 | 1 / 13   | 1    |
|                         | Pessoas–Animais–Natureza       | 257    | 3,20 / 100,00   | -    | 0 / 13   | -    |
|                         | PDR-JPP                        | 82     | 1,02 / 100,00   | Novo | 0 / 13   | Novo |
|                         | Partido Nacional Renovador     | 72     | 0,90 / 100,00   | -    | 0 / 13   | -    |
| Votos Inválidos         | Votos Inválidos                | 385    | 4,79 / 100,00   | 2,54 |          |      |
| Total                   | Total                          | 8 042  | 100,00 / 100,00 |      | 13 / 13  |      |
| Eleitorado/Participação | Eleitorado/Participação        | 18 969 | 42,40 / 100,00  | 3,07 |          |      |

#### Santa Maria Maior
| Partido                 | Partido                        | Votos  | %               | +/-   | Mandatos | +/-     |
| ----------------------- | ------------------------------ | ------ | --------------- | ----- | -------- | ------- |
|                         | Partido Socialista             | 2 320  | 50,56 / 100,00  | 10,25 | 8 / 13   | 2       |
|                         | Coligação Democrática Unitária | 659    | 14,36 / 100,00  | 6,36  | 2 / 13   | 1       |
|                         | Bloco de Esquerda              | 467    | 10,18 / 100,00  | 3,96  | 1 / 13   | Estável |
|                         | Partido Social Democrata       | 455    | 9,92 / 100,00   | -     | 1 / 13   | -       |
|                         | CDS-MPT-PPM                    | 440    | 9,59 / 100,00   | -     | 1 / 13   | -       |
|                         | Partido Nacional Renovador     | 33     | 0,72 / 100,00   | -     | 0 / 13   | -       |
|                         | PDR-JPP                        | 15     | 0,33 / 100,00   | Novo  | 0 / 13   | Novo    |
| Votos Inválidos         | Votos Inválidos                | 200    | 4,36 / 100,00   | 2,70  |          |         |
| Total                   | Total                          | 4 589  | 100,00 / 100,00 |       | 13 / 13  |         |
| Eleitorado/Participação | Eleitorado/Participação        | 10 692 | 42,92 / 100,00  | 1,01  |          |         |

#### Santo António
| Partido                 | Partido                        | Votos  | %               | +/-  | Mandatos | +/-     |
| ----------------------- | ------------------------------ | ------ | --------------- | ---- | -------- | ------- |
|                         | Partido Social Democrata       | 1 798  | 31,25 / 100,00  | -    | 5 / 13   | -       |
|                         | Partido Socialista             | 1 587  | 27,59 / 100,00  | 6,20 | 4 / 13   | 1       |
|                         | CDS-MPT-PPM                    | 1 076  | 18,70 / 100,00  | -    | 2 / 13   | -       |
|                         | Bloco de Esquerda              | 526    | 9,14 / 100,00   | 2,30 | 1 / 13   | Estável |
|                         | Coligação Democrática Unitária | 498    | 8,66 / 100,00   | 1,88 | 1 / 13   | Estável |
| Votos Inválidos         | Votos Inválidos                | 268    | 4,66 / 100,00   | 2,34 |          |         |
| Total                   | Total                          | 5 753  | 100,00 / 100,00 |      | 13 / 13  |         |
| Eleitorado/Participação | Eleitorado/Participação        | 11 387 | 50,52 / 100,00  | 6,14 |          |         |

#### São Domingos de Benfica
| Partido                 | Partido                        | Votos  | %               | +/-  | Mandatos | +/-     |
| ----------------------- | ------------------------------ | ------ | --------------- | ---- | -------- | ------- |
|                         | Partido Socialista             | 6 651  | 39,23 / 100,00  | 0,47 | 9 / 19   | Estável |
|                         | Partido Social Democrata       | 3 656  | 21,57 / 100,00  | -    | 5 / 19   | -       |
|                         | CDS-MPT-PPM                    | 2 660  | 15,69 / 100,00  | -    | 3 / 19   | -       |
|                         | Coligação Democrática Unitária | 1 370  | 8,08 / 100,00   | 3,12 | 1 / 19   | 1       |
|                         | Bloco de Esquerda              | 1 084  | 6,39 / 100,00   | 0,51 | 1 / 19   | Estável |
|                         | Pessoas–Animais–Natureza       | 690    | 4,07 / 100,00   | -    | 0 / 19   | -       |
|                         | PDR-JPP                        | 71     | 0,42 / 100,00   | Novo | 0 / 19   | Novo    |
| Votos Inválidos         | Votos Inválidos                | 770    | 4,54 / 100,00   | 4,17 |          |         |
| Total                   | Total                          | 16 952 | 100,00 / 100,00 |      | 19 / 19  |         |
| Eleitorado/Participação | Eleitorado/Participação        | 30 248 | 56,04 / 100,00  | 8,60 |          |         |

#### São Vicente
| Partido                 | Partido                                         | Votos  | %               | +/-  | Mandatos | +/-     |
| ----------------------- | ----------------------------------------------- | ------ | --------------- | ---- | -------- | ------- |
|                         | Partido Socialista                              | 2 179  | 35,09 / 100,00  | 1,19 | 5 / 13   | Estável |
|                         | Coligação Democrática Unitária                  | 1 245  | 20,05 / 100,00  | 1,90 | 3 / 13   | Estável |
|                         | Partido Social Democrata                        | 769    | 12,38 / 100,00  | -    | 2 / 13   | -       |
|                         | Bloco de Esquerda                               | 646    | 10,40 / 100,00  | 2,65 | 1 / 13   | Estável |
|                         | Cidadãos por São Vicente Joaquim Pires          | 549    | 8,84 / 100,00   | Novo | 1 / 13   | Novo    |
|                         | CDS-MPT-PPM                                     | 413    | 6,65 / 100,00   | -    | 1 / 13   | -       |
|                         | Partido Comunista dos Trabalhadores Portugueses | 105    | 1,69 / 100,00   | 1,53 | 0 / 13   | Estável |
| Votos Inválidos         | Votos Inválidos                                 | 304    | 4,90 / 100,00   | 2,87 |          |         |
| Total                   | Total                                           | 6 210  | 100,00 / 100,00 |      | 13 / 13  |         |
| Eleitorado/Participação | Eleitorado/Participação                         | 12 599 | 49,29 / 100,00  | 3,82 |          |         |

| Freguesia               | 2013-2017 | 2013-2017                      | 2013-2017      | 2017-2021 | 2017-2021                      | 2017-2021      |
| ----------------------- | --------- | ------------------------------ | -------------- | --------- | ------------------------------ | -------------- |
| Ajuda                   |           | Partido Socialista             | 50,66 / 100,00 |           | Partido Socialista             | 51,19 / 100,00 |
| Alcântara               |           | Partido Socialista             | 33,57 / 100,00 |           | Partido Socialista             | 58,62 / 100,00 |
| Alvalade                |           | Partido Socialista             | 36,99 / 100,00 |           | Partido Socialista             | 36,21 / 100,00 |
| Areeiro                 |           | PSD-CDS-MPT                    | 37,11 / 100,00 |           | Partido Social Democrata       | 29,81 / 100,00 |
| Arroios                 |           | Partido Socialista             | 37,49 / 100,00 |           | Partido Socialista             | 39,94 / 100,00 |
| Avenidas Novas          |           | PSD-CDS-MPT                    | 34,52 / 100,00 |           | Partido Socialista             | 29,27 / 100,00 |
| Beato                   |           | Partido Socialista             | 64,13 / 100,00 |           | Partido Socialista             | 50,97 / 100,00 |
| Belém                   |           | PSD-CDS-MPT                    | 42,78 / 100,00 |           | Partido Social Democrata       | 32,86 / 100,00 |
| Benfica                 |           | Partido Socialista             | 47,48 / 100,00 |           | Partido Socialista             | 49,45 / 100,00 |
| Campo de Ourique        |           | Partido Socialista             | 41,42 / 100,00 |           | Partido Socialista             | 38,54 / 100,00 |
| Campolide               |           | Partido Socialista             | 56,75 / 100,00 |           | Partido Socialista             | 55,86 / 100,00 |
| Carnide                 |           | Coligação Democrática Unitária | 46,11 / 100,00 |           | Coligação Democrática Unitária | 44,82 / 100,00 |
| Estrela                 |           | PSD-CDS-MPT                    | 36,39 / 100,00 |           | Partido Social Democrata       | 34,77 / 100,00 |
| Lumiar                  |           | Partido Socialista             | 40,28 / 100,00 |           | Partido Socialista             | 40,38 / 100,00 |
| Marvila                 |           | Partido Socialista             | 44,84 / 100,00 |           | Partido Socialista             | 47,34 / 100,00 |
| Misericórdia            |           | Partido Socialista             | 45,46 / 100,00 |           | Partido Socialista             | 43,11 / 100,00 |
| Olivais                 |           | Partido Socialista             | 43,40 / 100,00 |           | Partido Socialista             | 53,52 / 100,00 |
| Parque das Nações       |           | Grupo de Cidadãos              | 40,87 / 100,00 |           | Partido Socialista             | 38,35 / 100,00 |
| Penha de França         |           | Partido Socialista             | 43,46 / 100,00 |           | Partido Socialista             | 42,03 / 100,00 |
| Santa Clara             |           | Partido Socialista             | 40,24 / 100,00 |           | Partido Socialista             | 34,31 / 100,00 |
| Santa Maria Maior       |           | Partido Socialista             | 40,31 / 100,00 |           | Partido Socialista             | 50,56 / 100,00 |
| Santo António           |           | PSD-CDS-MPT                    | 41,84 / 100,00 |           | Partido Social Democrata       | 31,25 / 100,00 |
| São Domingos de Benfica |           | Partido Socialista             | 38,76 / 100,00 |           | Partido Socialista             | 39,23 / 100,00 |
| São Vicente             |           | Partido Socialista             | 33,90 / 100,00 |           | Partido Socialista             | 35,09 / 100,00 |